# Djursholm
För andra betydelser, se Djursholm (olika betydelser).
Djursholm är en kommundel i Danderyds kommun, vid fjärdarna Stora och Lilla Värtan strax norr om Stockholms kommun. Samhället ingår, liksom resten av Danderyds kommun, i den av SCB definierade tätorten Stockholm. Danderyds kommunala förvaltning ligger här, i Djursholms slott.
Djursholm har ända sedan samhället grundades 1889 till stor del präglats av villabebyggelse på stora tomter. De äldre husen har dock genom åren kompletterats med såväl modernare villor och centrumbebyggelse som mindre områden med flerfamiljshus. Flera områden i samhället består av för sin tid typisk bebyggelse präglad av stilar som nationalromantik, nyklassicism och funktionalism. 
Djursholm, med ca 9 300 invånare, betraktas som ett exklusivt bostadsområde, med några av landets dyraste adresser, och har varit bostadsort för åtskilliga bemärkta företrädare för svenskt finans- och näringsliv, akademi samt kulturliv.

## Historia

### Forntid
I Djursholm finns tre gravfält, vid Ekeby, Ösby och Svalnäs. Svalnäsgravfältet är ett gravfält från yngre järnåldern, ca 500–1050 e. Kr. Fältet består av ett 70-tal gravar i två områden och räknas till Danderyds största och mest imponerande i sitt slag. Ursprungligen har gravarna legat i ett enda långsträckt område. Trädgårdsarbeten har dock delat gravfältet på mitten i en sydlig och en nordlig del, som båda sträcker sig in i parken som omger Svalnäs gård.
Gravfältet i Ekeby är det största i Djursholm. Det är också från yngre järnåldern och delat i en nordlig och sydlig del, som skiljs åt av den nuvarande Danderydsvägen. Gravfältet består både av högar och stensättningar av olika slag.
Ösbygravfältet ligger öster om det nuvarande ridhuset, och delvis på mark som nu är bebyggd med villor. Även det gravfältet är från yngre järnåldern. År 1924 hittades en båt, som var byggd av en urholkad ekstock, vid den närbelägna Ösbysjön. Den är troligen från 1100-talet.

### Djursholms slott
Egendomen Djursholm är känd sedan medeltiden. När namnet Djursholm omnämns första gången, år 1432, syftar det på den nuvarande halvön Gamla Djursholm i Stora Värtan, mellan Samsöviken och Germaniaviken. Den nuvarande slottsbyggnaden, som ursprungligen uppfördes i början på 1500-talet, ligger några hundra meter från Gamla Djursholm och har genom åren byggs om och restaurerats flera gånger. Godset tillhörde under lång tid släkten Banér.
Under 1800-talet hade Djursholm slott flera olika ägare, bland dem Gustaf Fredrik Wirsén. Den sista ägaren innan försäljningen till Djursholms AB var Robert Montgomery-Cederhielm som avled 1888.

### Villastaden

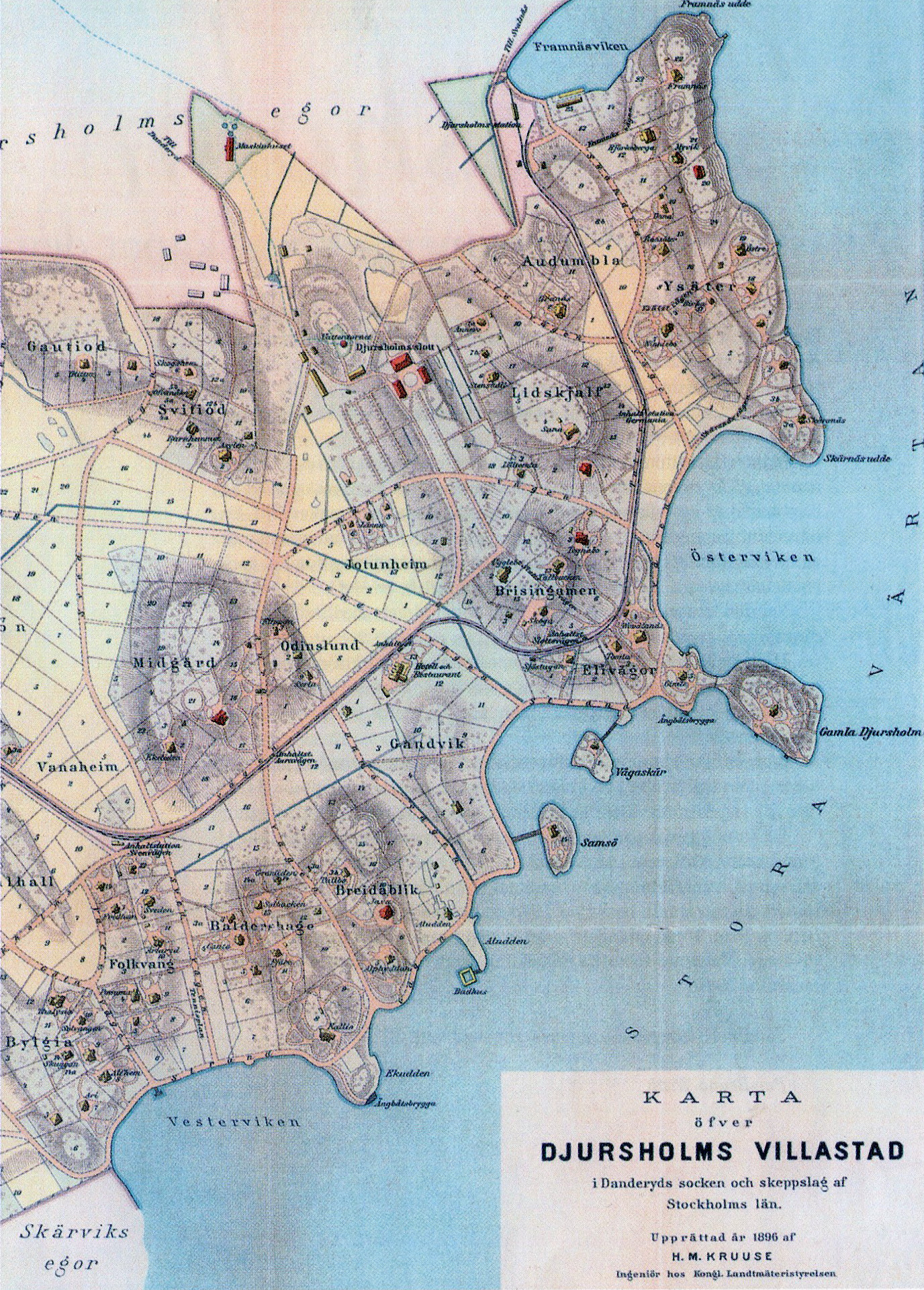
Djursholms villastad 1896.

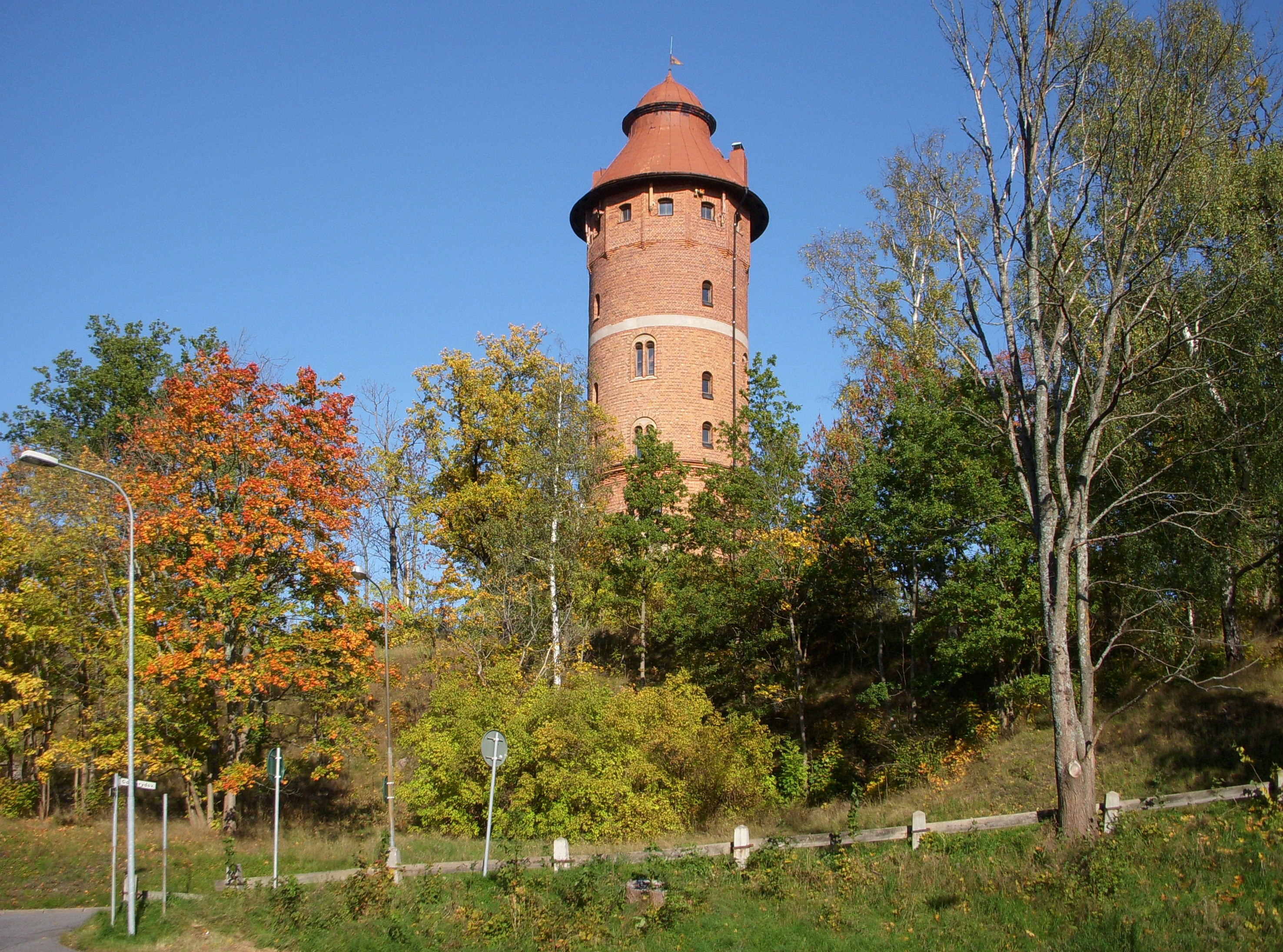
Djursholms vattentorn var i drift mellan 1890 och 1960.

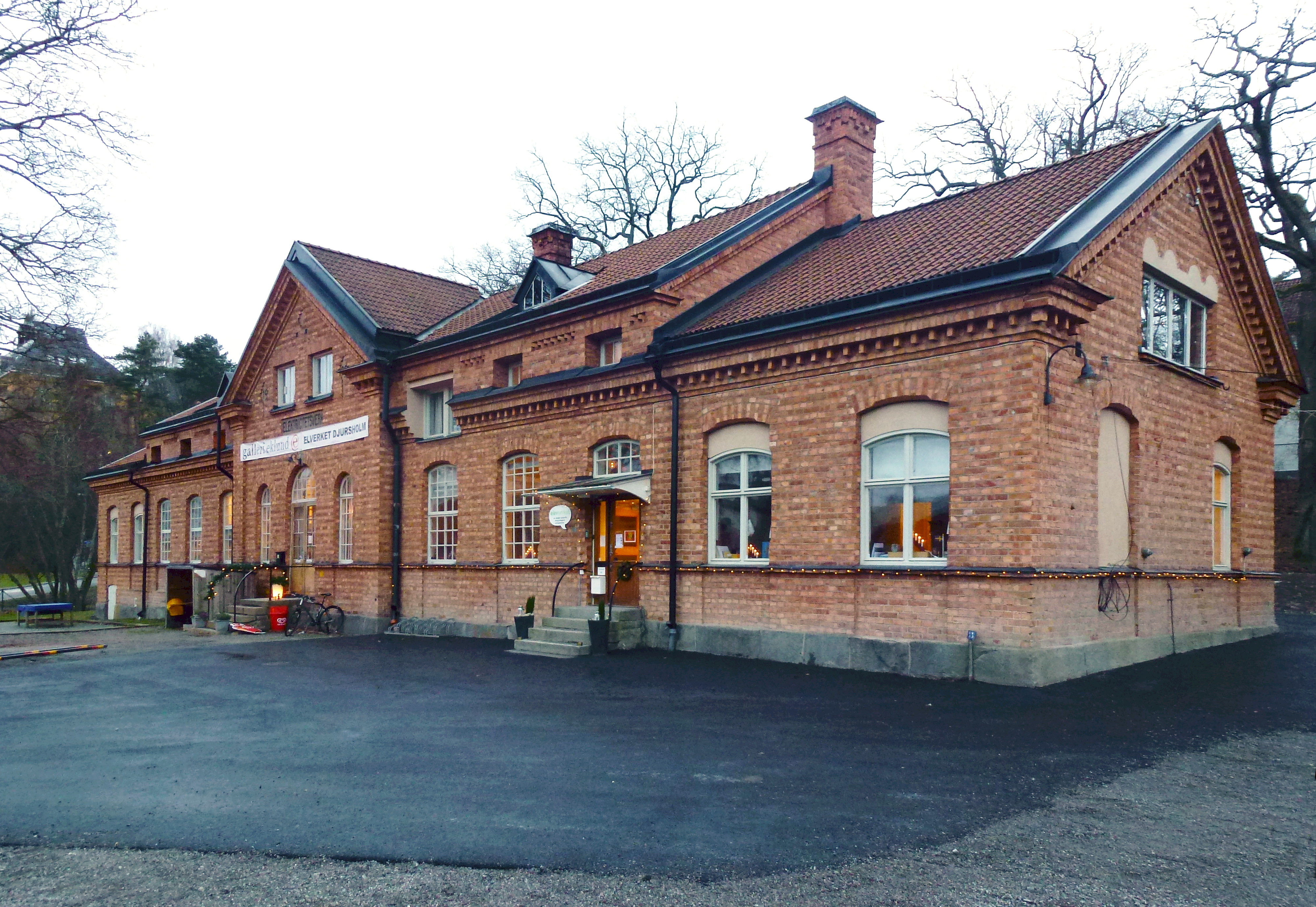
Djursholms elektricitetsverk var i drift mellan 1909 och 1949.

Bankdirektör Henrik Palme hade redan under 1870-talet intresserat sig för tankarna att det skulle uppföras trädgårds- eller villastäder med enfamiljshus i närheten av de större städerna. År 1875 medverkade han vid exploateringen av Villastaden norr om Humlegården i Stockholm. Det projektet kom dock inte att utvecklas enligt planerna, bland annat på grund av att stigande tomtpriser ledde till att området mer och mer kom att präglas av flerfamiljshus.
År 1883 köpte Palme egendomen Svalnäs vid Stora Värtan, några kilometer norr om Djursholms slott. Där lät han bygga en ny huvudbyggnad (Svalnäs gård), som blev hans permanentbostad från år 1886. När den dåvarande ägaren till Djursholmsgodset, brukspatronen Robert Montgomery-Cederhielm, avled tog Palme initiativ till att ett nybildat bolag, Djursholms AB, köpte den 1 600 hektar stora egendomen av dödsboet för 500 000 kronor. Palme grundade bolaget tillsammans med konsul Oscar Ekman, bankiren Louis Fraenckel och grosshandlaren Emil Egnell. Köpesumman var 500 000 kronor och köpeavtalet undertecknades i juni 1889. Arbetet med att bygga upp den nya villastaden inleddes omedelbart.  Vid sin sida hade Palme även ingenjören Johan August Hjalmar Andersson (efter 1914 kallade han sig Hjalmar Arwin) som 1906 grundade Lidingö villastad.
Redan från början planerades området med tanken att villastaden både skulle präglas av sitt sjö- och naturnära läge, och närheten till Stockholm. Henrik Palme skrev, i ett prospekt där han 1889 presenterade sina planer för villastaden, att ”villorna böra förläggas å sluttningen av angränsande kullar, därifrån erhålles fri utsikt och där redan befintliga parkträd giva skydd och skugga. Området mellan kullarna och vägen utgöres i allmänhet av odlade fält, som med lätthet och utan nämnvärd kostnad låta förändra sig till trädgårdsland framför villorna.”
I oktober 1889 hade Djursholms AB sålt 58 tomter. I erbjudandet till spekulanterna ingick att bolaget också kunde stå för att uppföra villorna. Det togs även fram olika typhus som marknadsfördes som färdigbyggda villor. I ett prospekt presenterades ett tiotal typvillor, priset inklusive tomt varierade mellan 13 000 kr och 16 000 kr. De som ville fick betala 3 000 kr vid köpet och avbetala resten på 20 år.
Det höglänta, kuperade området sydöst om Djursholms slott var ett av de första som bebyggdes när det nya villasamhället i Djursholm anlades. Många av villorna i den delen av Djursholm är uppförda på 1890-talet och under 1900-talets första decennium. (se vidare under avsnitt ”Stadsplanering och bebyggelsebild”) 
Bolaget hade bland annat ansvar för vägnätet, vatten och avlopp, gatubelysning, kallbadhus och den nyanlagda smalspåriga järnvägen, Djursholmsbanan. För försörjning med dricksvatten anlades 1890 Djursholms vattentorn och för elproduktion stod Djursholms elektricitetsverk (invigt 1909). I prospektet för villastaden nämns även planerna på en samskola, en skola för både pojkar och flickor, som skulle öppna i slottet. Där fanns även villakontor, apotek och post. Palme presenterade också planer på en konsumtionsförening, som skulle bildas för att de nyblivna villaägarna skulle kunna göra gemensamma inköp av varor som kaffe, mjöl, oljor, koks och ved.
Den ursprungliga villastaden, med dess sjönära läge, har successivt växt både mot norr och väster, i samband med att områden vid Ösby, Ekeby och Svalnäs exploaterades. Djursholm är numera i praktiken sammanväxt med grannsamhällena Stocksund, som grundades som villastad ungefär samtidigt som Djursholm och kommundelen Danderyd, där exploateringen tog fart på 1920-talet.

### Administrativ historik
Henrik Palme skriver i prospektet även att villastaden skulle lämna dåvarande Danderyds landskommun och bilda en egen kommun när invånarantalet hade nått 1 000. För Djursholm gällde byggnadsstadgan från 6 juni 1890, ett försteg till det municipalsamhälle som formellt fanns i landskommunen från år 1900. 1901 utbröts municipalsamhället med omgivning och bildade Djursholms köping. År 1902 övertog den nybildade kommunen majoriteten av aktierna i bolaget, som helt kommunaliserades år 1925. Köpingen ombildades till Djursholms stad år 1914. År 1967 slogs staden ihop med Stocksunds köping. Fyra år senare skedde nästa sammanslagning, när den nya kommunen Danderyd bildades och Djursholm är sedan dess en kommundel i Danderyds kommun.
Djursholm har hört och hör till Danderyds församling.
Samhället ingick till 1907 i Danderyds skeppslags tingslag, därefter i Södra Roslags domsagas tingslag. Från 1971 till 2007 ingick området i Södra Roslags domsaga och det ingår från 2007 i Attunda domsaga.
Djursholm har egen postadress i postnummerserien 182 XX (delad med Danderyd, Enebyberg och Stocksund, samtliga inom Danderyds kommun).

## Stadsplanering och bebyggelsebild

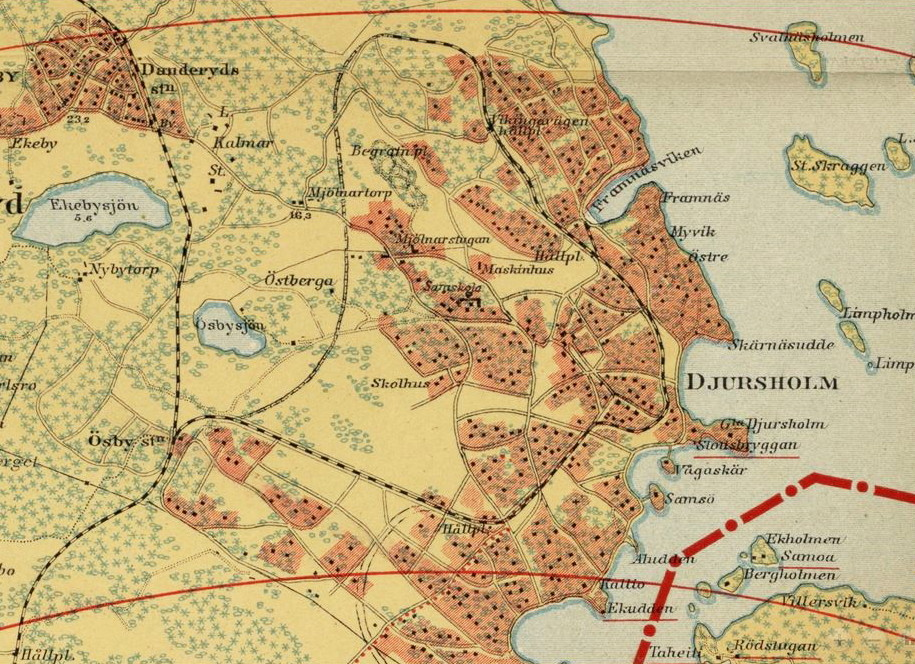
Djursholm på 1912 års karta över Stockholm med omgivningar.

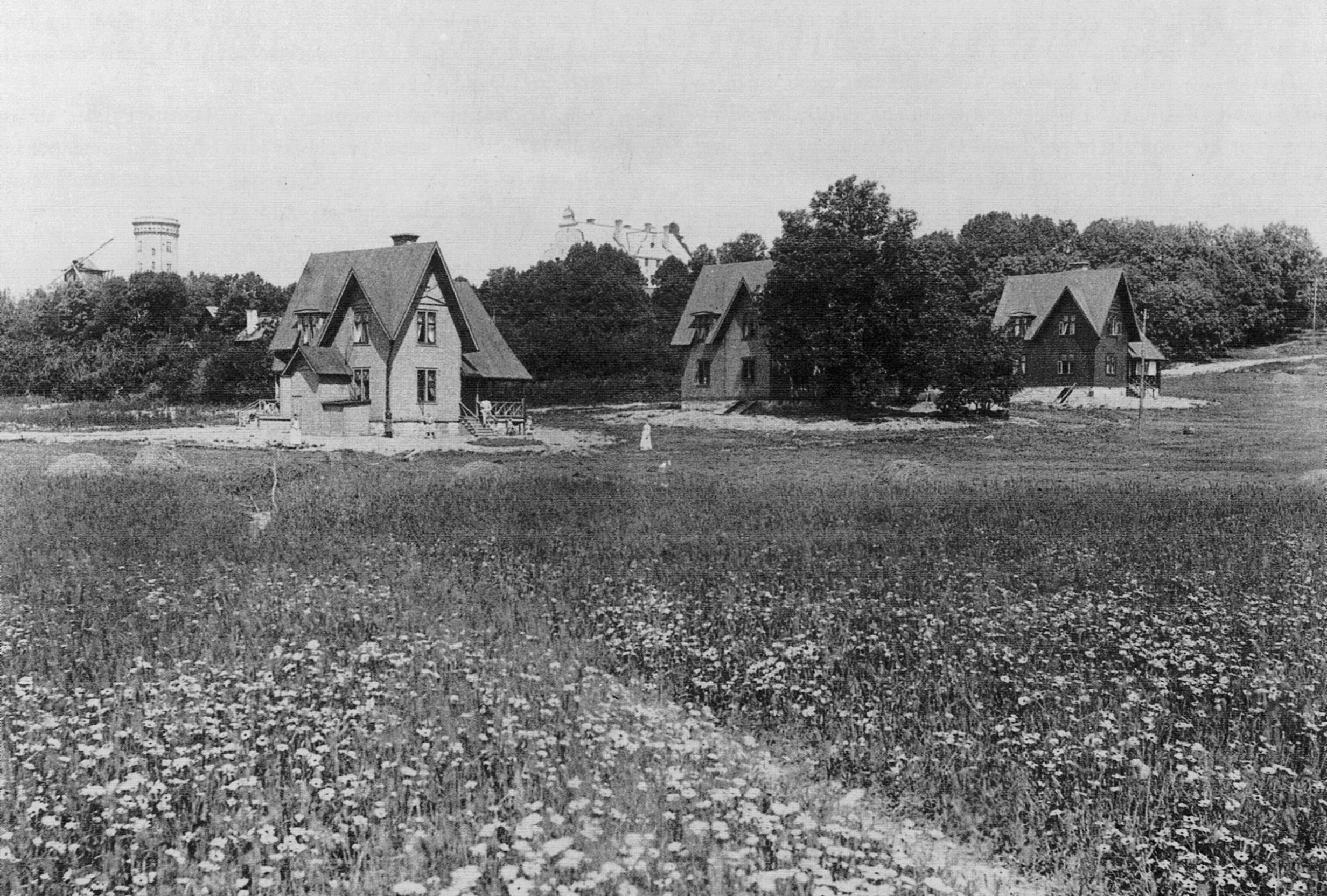
Djursholms första typhus från 1889 är ritade av arkitekt Erik Lundroth. Det mellersta huset finns kvar och ligger vid Germaniavägen 21.

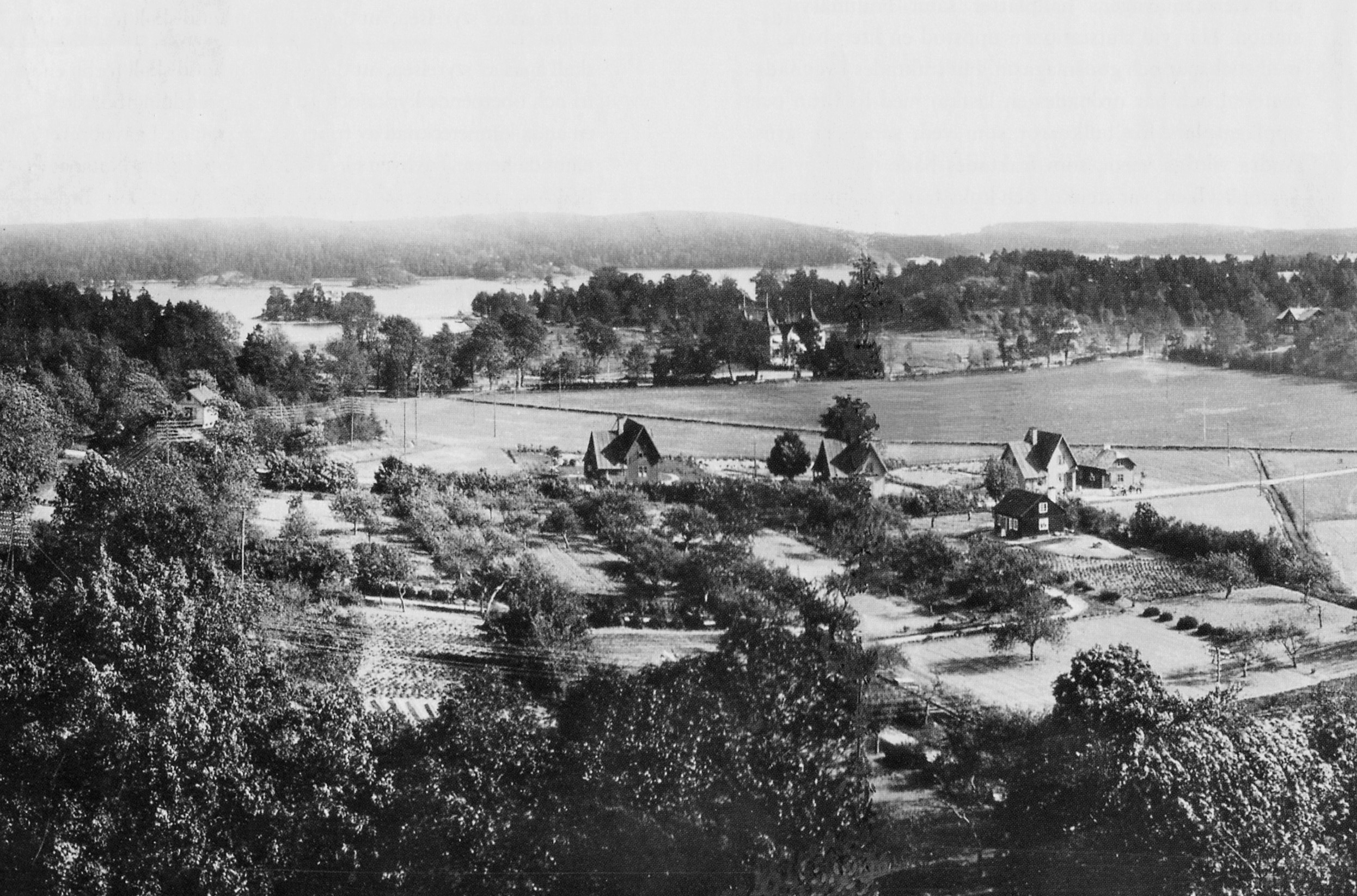
De första villorna längs dagens Germaniavägen, 1890-talet. Utsikt från Djursholms vattentorn mot sydost. I bakgrunden skymtar Djursholms restaurant.

Den ursprungliga villastaden styckades av i ett område omkring nuvarande Djursholms torg, vid slottet och utmed strandlinjen vid Värtan. Det bebyggda området växte successivt. Ösby-området började bebyggas under andra halvan av 1890-talet men byggandet tog fart år 1910. I Ekeby inleddes markexploateringen år 1900. Området norr om Germaniaviken bebyggdes till största delen under 1900-talets första årtionden. 
Den första egentliga stadsplanen togs fram med början år 1907 av Per Olof Hallman. Eftersom tomterna i allmänhet är stora, och samhället redan från början vände sig till välbärgade fastighetsägare, finns många exempel på stora och monumentala byggnader från flera olika tidsepoker. Den äldre bebyggelsen karaktäriseras till stor del av en heterogen stilblandning, eftersom de flesta villorna har uppförts var för sig, i en stil och vid en tid som var oberoende av grannhusens. Villornas gestaltning spänner från relativt enkla till arkitektoniskt påkostade. 
De flesta av de tidigaste villastilarna i Djursholm finns representerade, som exempelvis det första årets enkla trävilla i amerikansk stick style inspirerad arkitektur, nationalromantik och jugend. Exempel på tidig stick style är villan på Germaniavägen 21 från 1889 som ritades av Erik Lundroth som typhus och är det bäst bevarade exemplaret på det första årets villaproduktion. Som exempel på mer exklusiva villor i området kan nämnas Villa Tallbacken (arkitekt Ferdinand Boberg), Slottsvägen 6B och Villa Ugglebo (arkitekt Thor Thorén), Slottsvägen 9. Ugglebo är det bäst bevarade exemplet i Djursholm för den ”nordiska trästilen”, alltså nationalromantiken med fornnordiska inslag.
Andra delar av samhället, till exempel norr om Ösbysjön, präglas av  1920-tals klassicism. Det finns till exempel även bebyggelse i funktionalistisk stil, grupphus- och flerfamiljshusbebyggelse från andra halvan av 1900-talet, ett område med arbetarbostäder från samhällets ungdom och en centrumbebyggelse vid Djursholms torg, som byggdes under 1900-talets sista decennier.
Prisnivån på villamarknaden är hög, med några av Sveriges dyraste adresser på Strandvägen, Slottsvägen, Germaniavägen och Väringavägen.

### Arkitekterna
Flera av det sena 1800-talet och 1900-talets främsta svenska arkitekter har lämnat bidrag till bebyggelsen. Bland dem märks Fredrik Lilljekvist, som själv bodde på den lilla ön Samsö och som bland annat ritat det byggnadsminnesklassade Djursholms kapell, Rudolf Enblom, Ferdinand Boberg, Ragnar Östberg, som bland annat ritat Villa Pauli, Lars Israel Wahlman, Kasper Salin, Torben Grut (församlingshemmet) och Carl Westman, som ritade Gamla Djursholm. Andra arkitekter som också bidragit med villor i Djursholm är Dag Melin, Nils Tesch, Léonie Geisendorf, Evert Milles och Gustaf Hermansson. Även Gunnar Asplund finns representerad i Djursholmsarkitekturen, genom Villa Snellman, som är förklarad som byggnadsminne. Också Villa Lagercrantz, ritad av Elis Benckert, och Villa Lorride, ritad av Erik Lundroth, är byggnadsminnen. Samskolans byggnad, som stod klar 1910 i samband med att skolan flyttade från sina ursprungliga lokaler i slottet, ritades av Georg Alfred Nilsson.
Modernare arkitektur finns representerad med hus av bland andra Léonie Geisendorf, som ritat en betongvilla (Villa Delin) från 1968 på Strandvägen vid Germaniaviken. Hon stod som arkitekt även för Villa Ranängen (1951) vid Väringavägen 25.

### Intressanta villor i urval
Villorna sorterade efter tillkomstår, arkitekten anges i parentes.

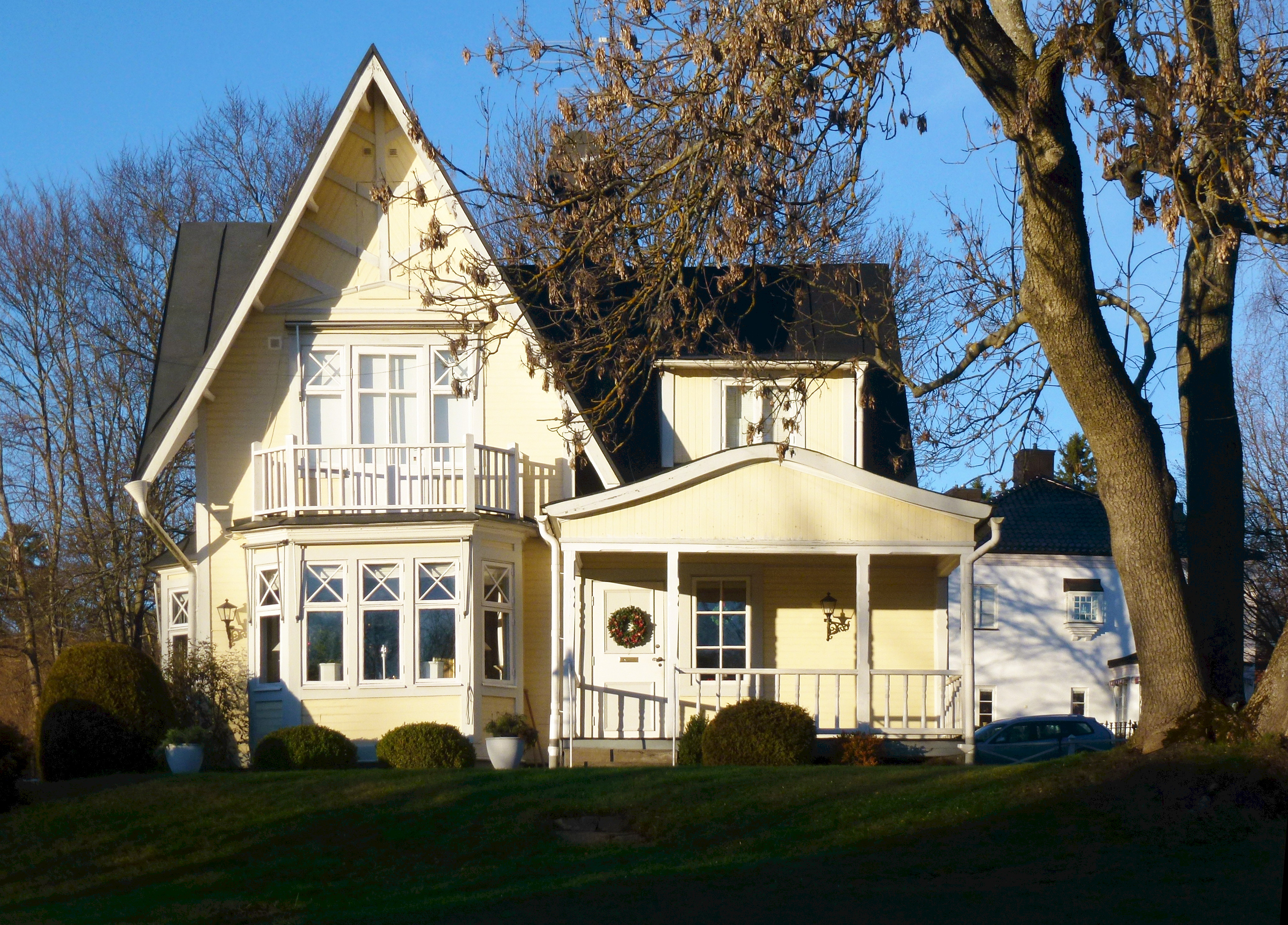
Germaniavägen 21, 1889 (Erik Lundroth)
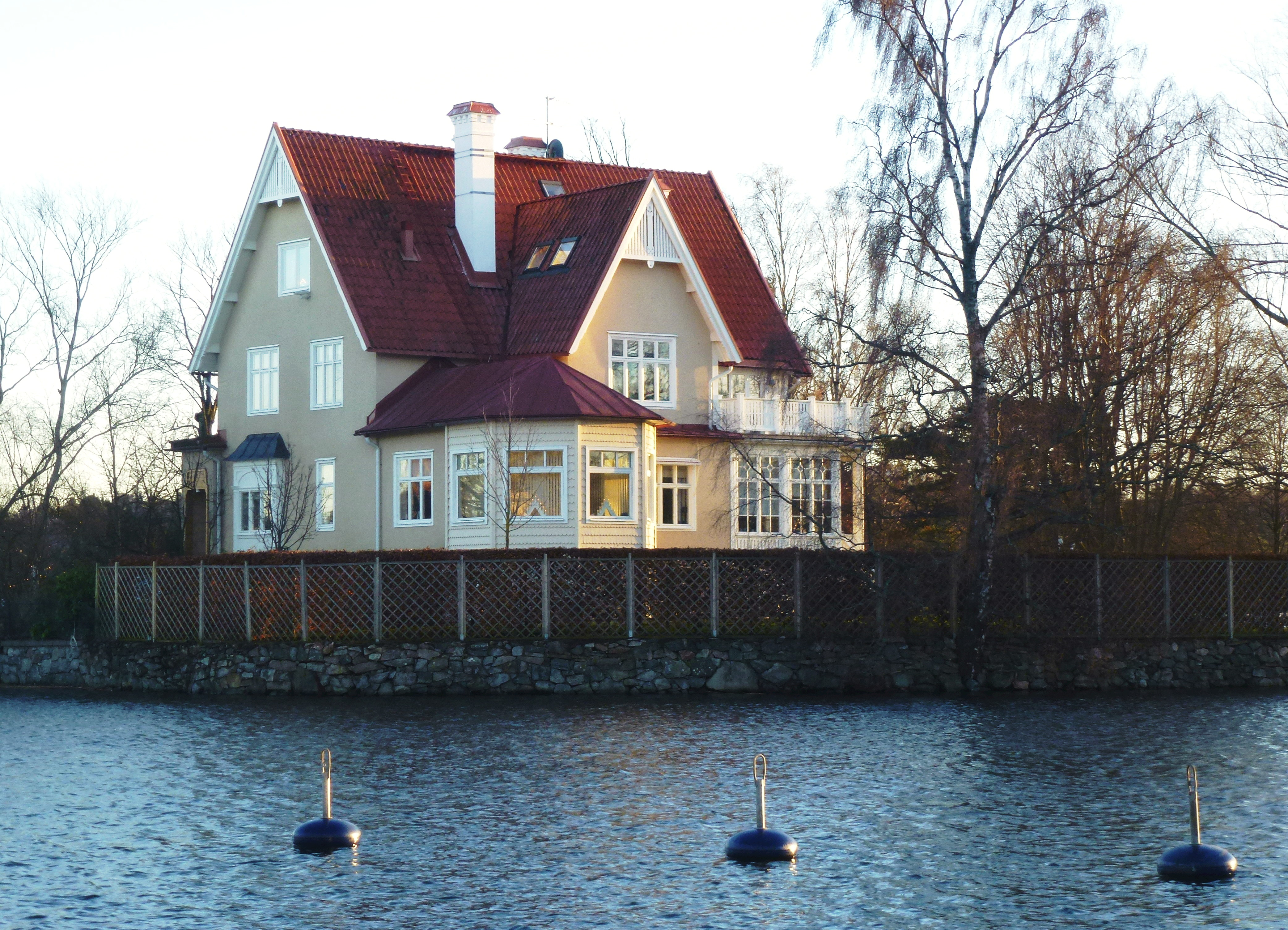
Vågaskär, 1890-tal (Fredrik Lilljekvist)
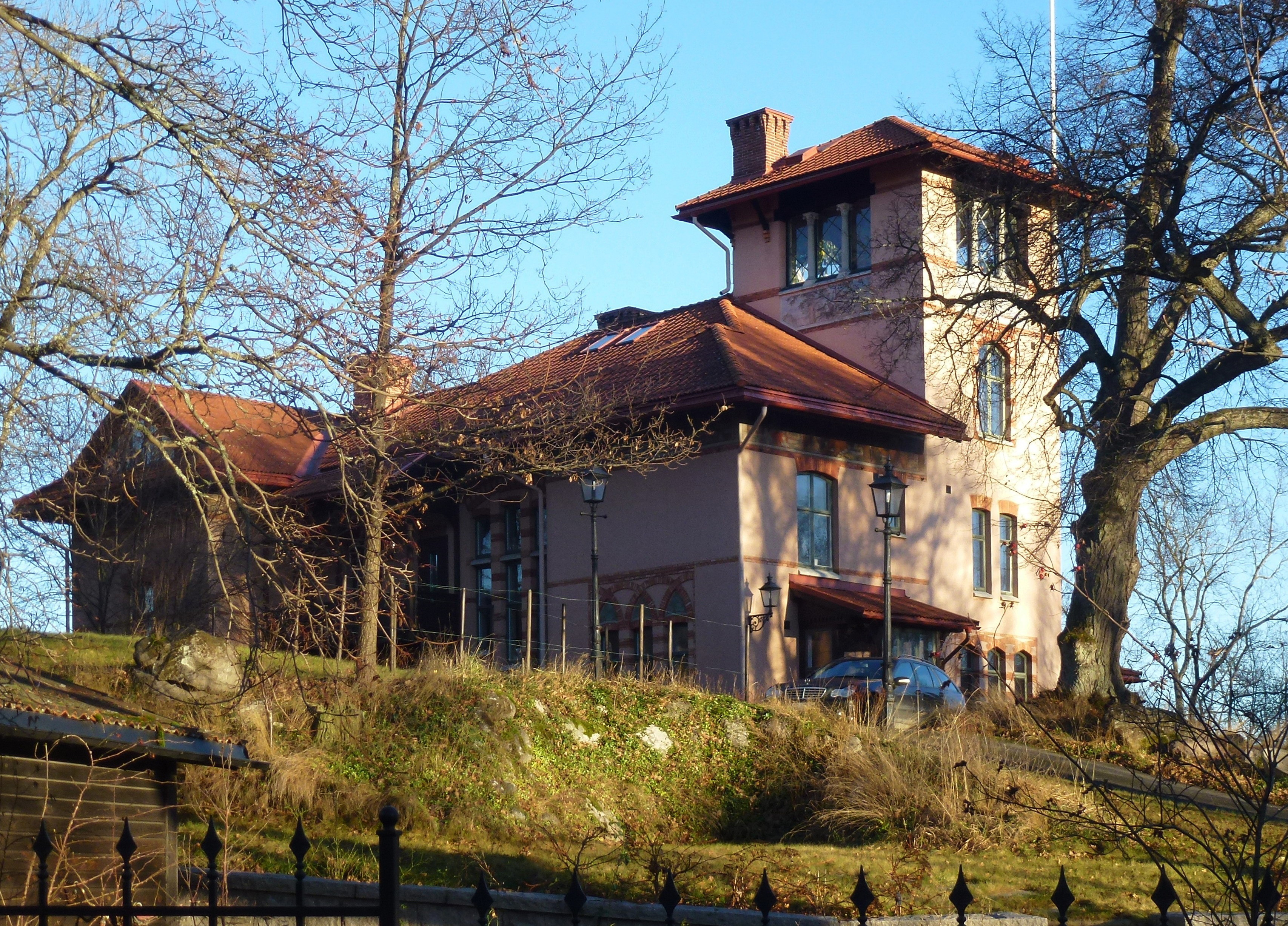
Villa Enblom, 1891 (Rudolf S. Enblom)
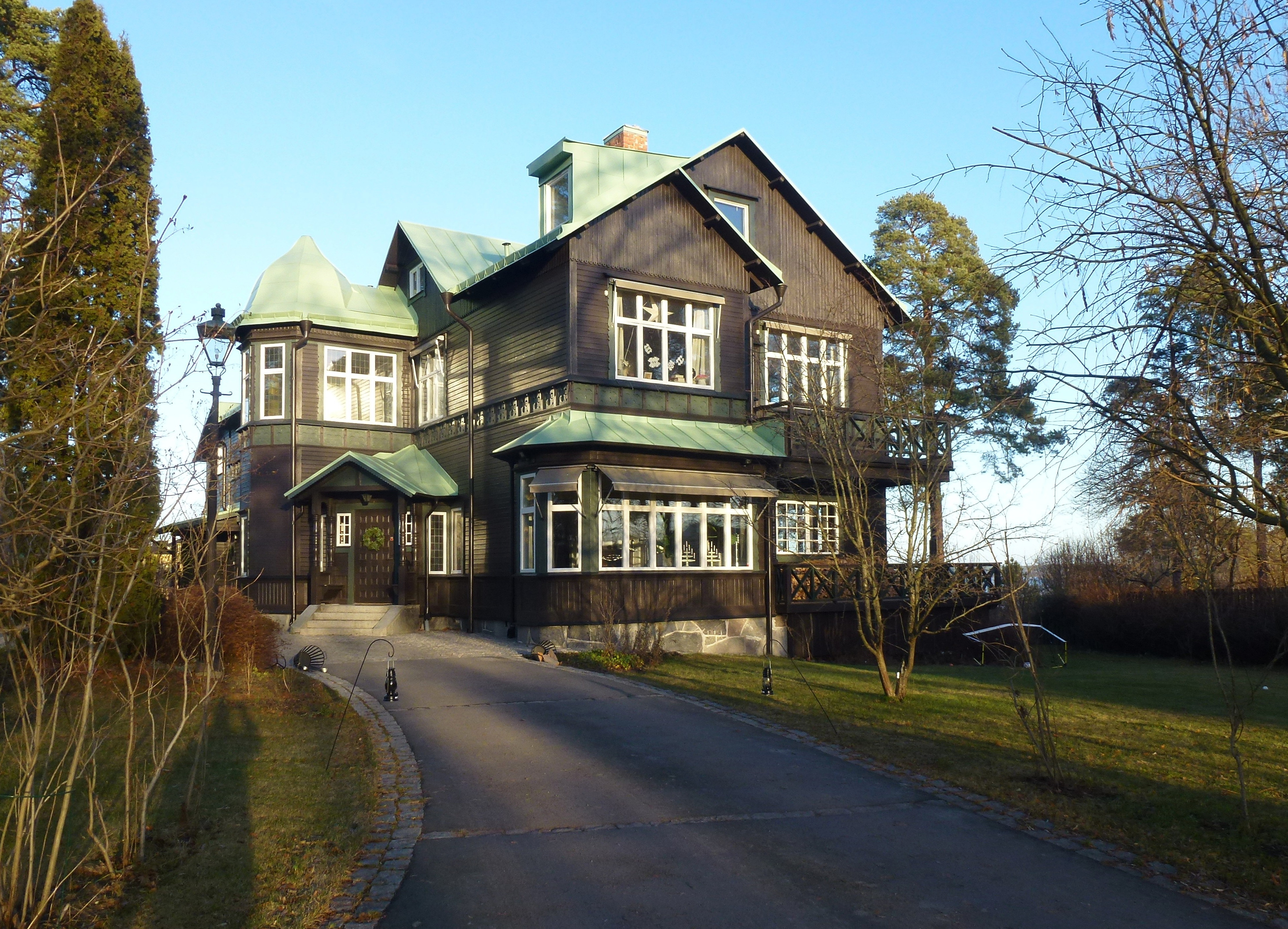
Villa Tallbacken, 1892 (Ferdinand Boberg)
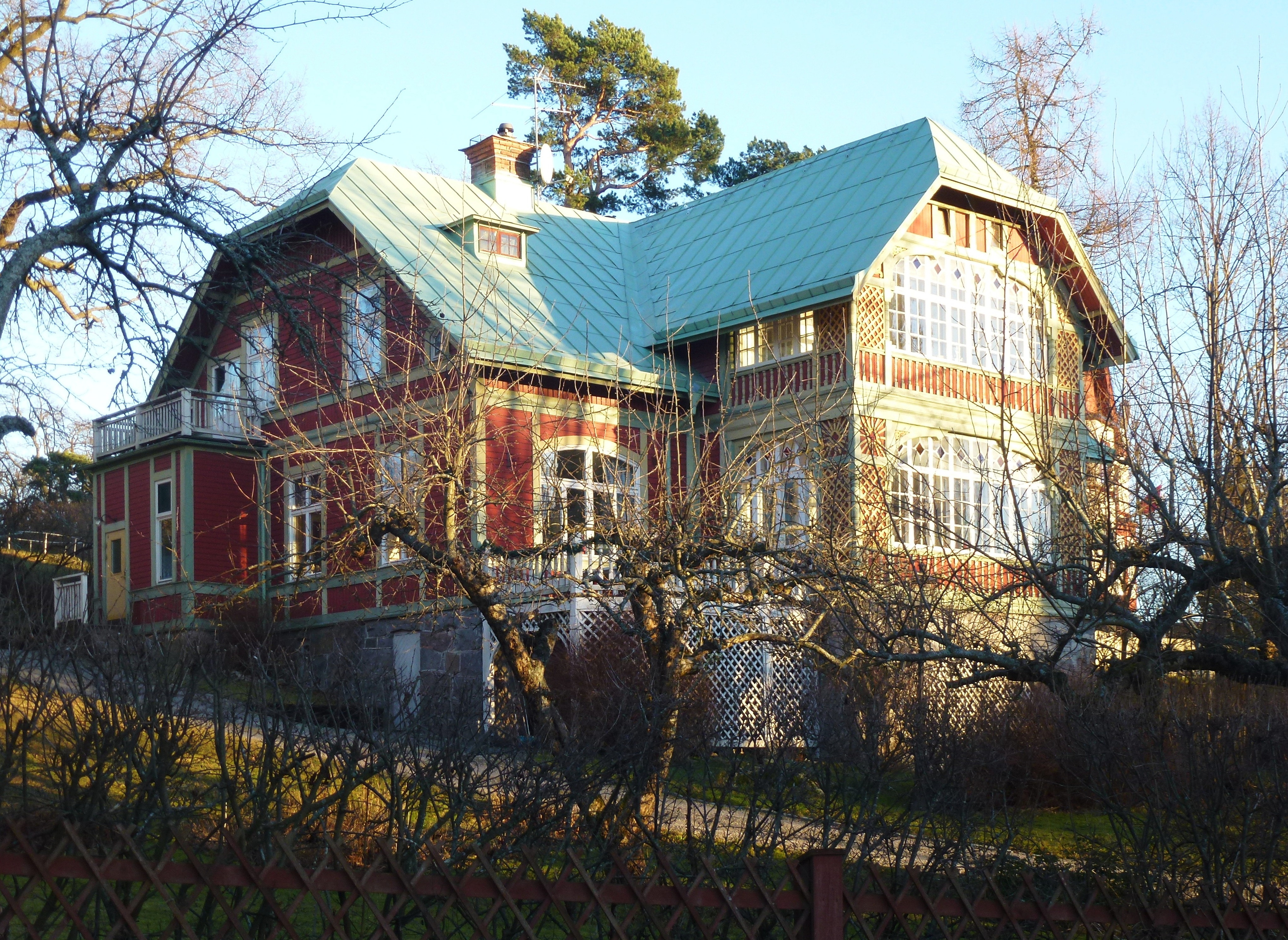
Villa Ransäter, 1894 (Erik Lundroth)
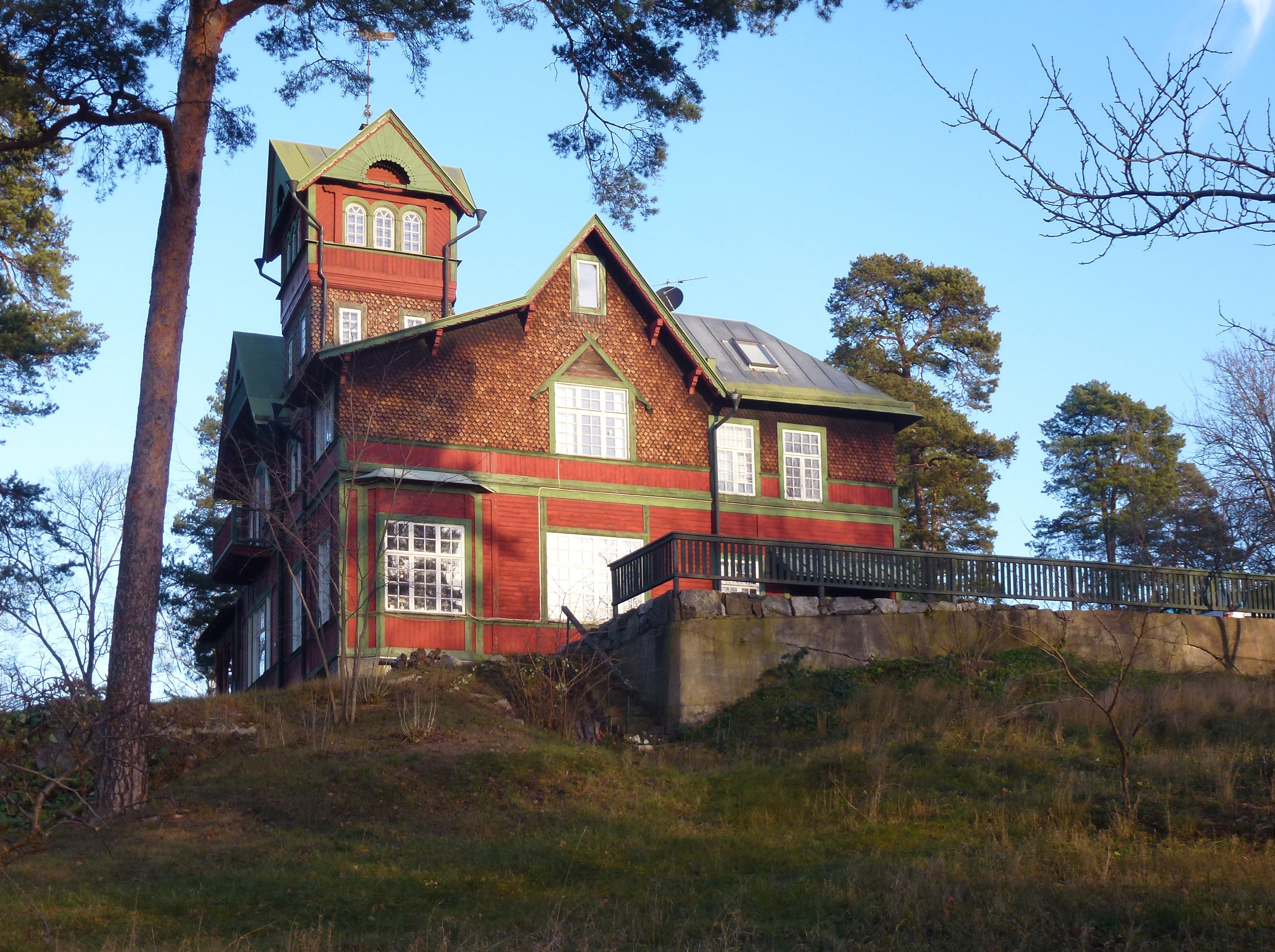
Villa Ugglebo, 1895 (Thor Thorén)
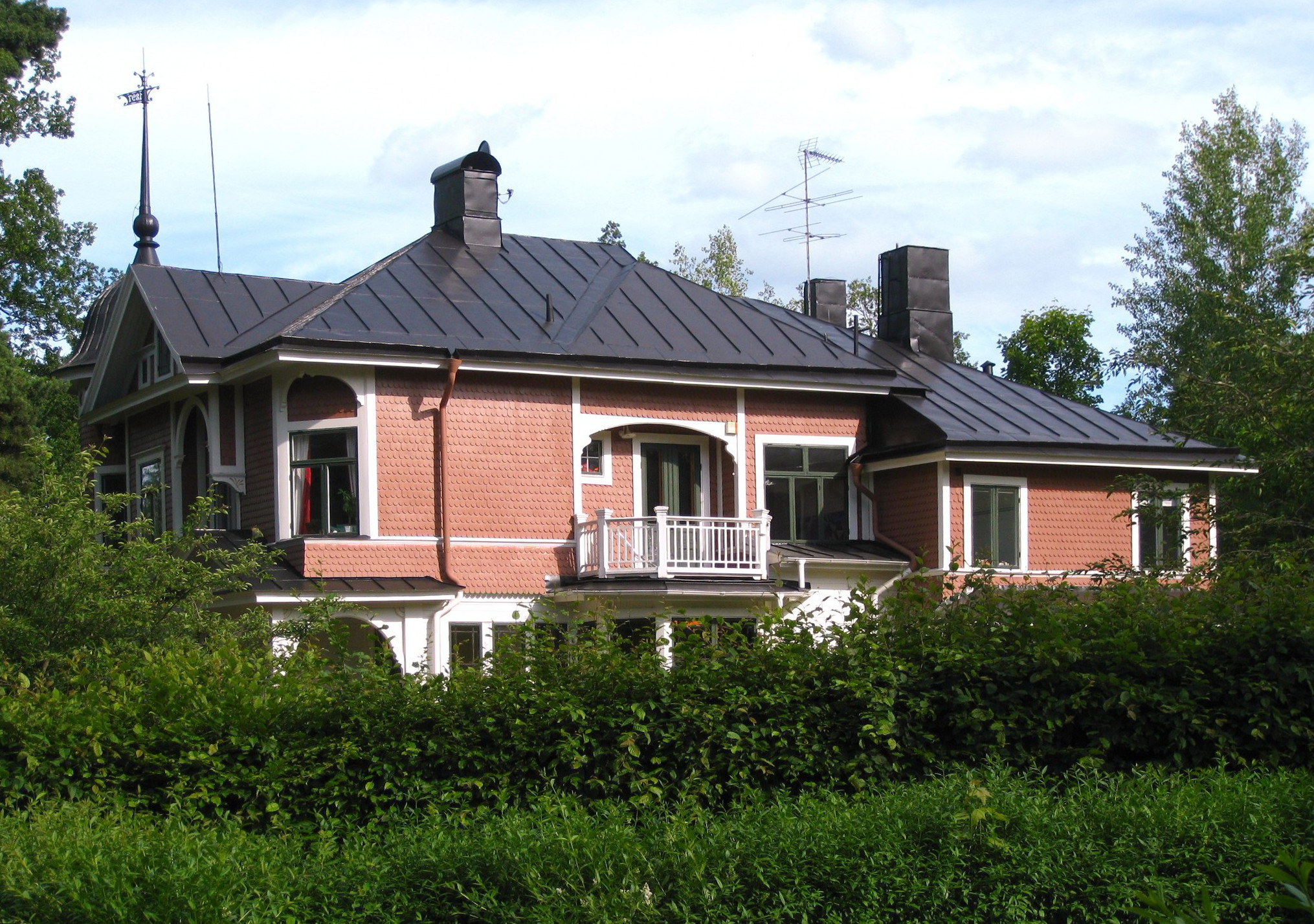
Villa Lorride, 1896 (Erik Lundroth)
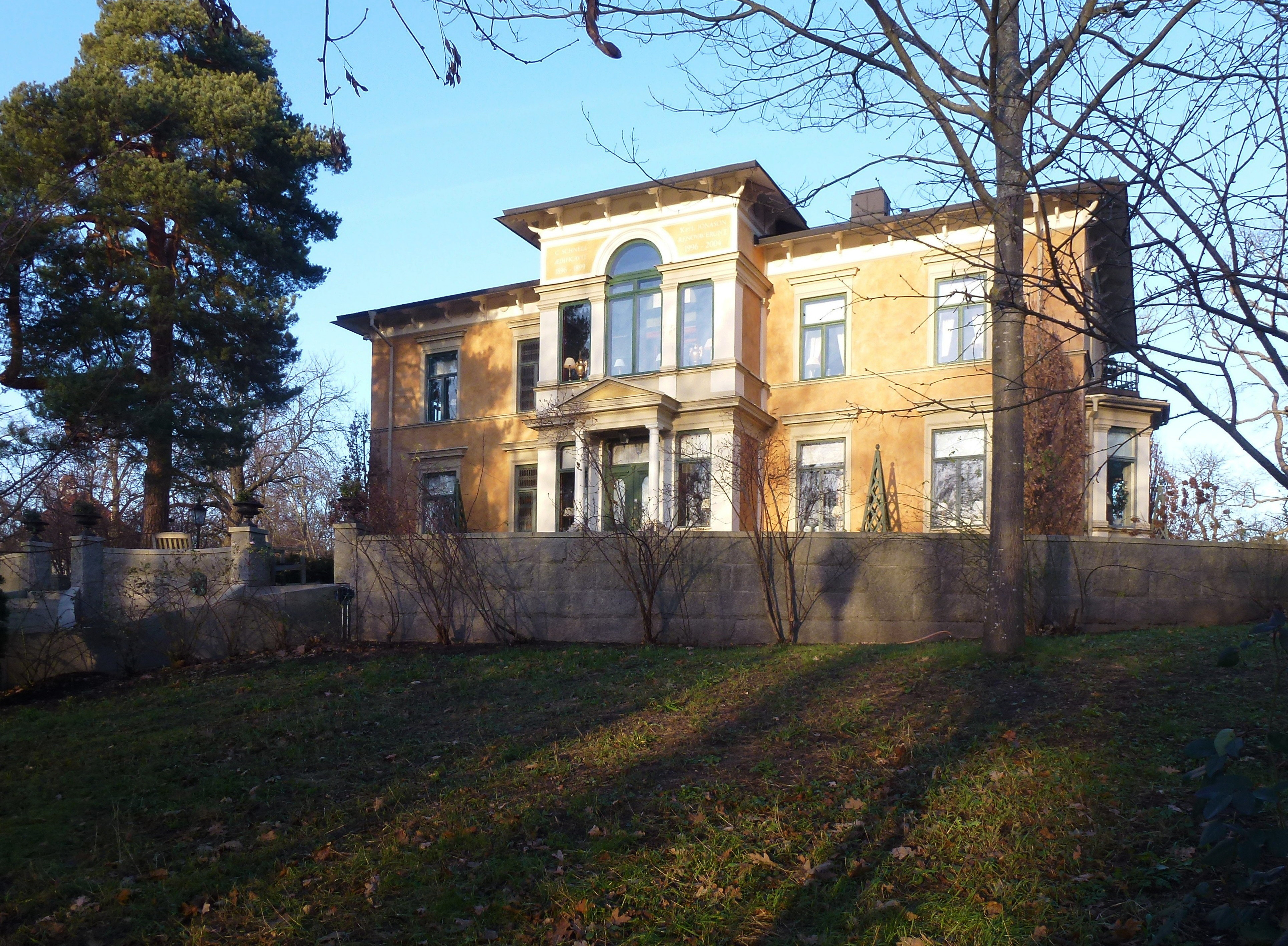
Villa Schnell, 1896 (Adolf Emil Melander)
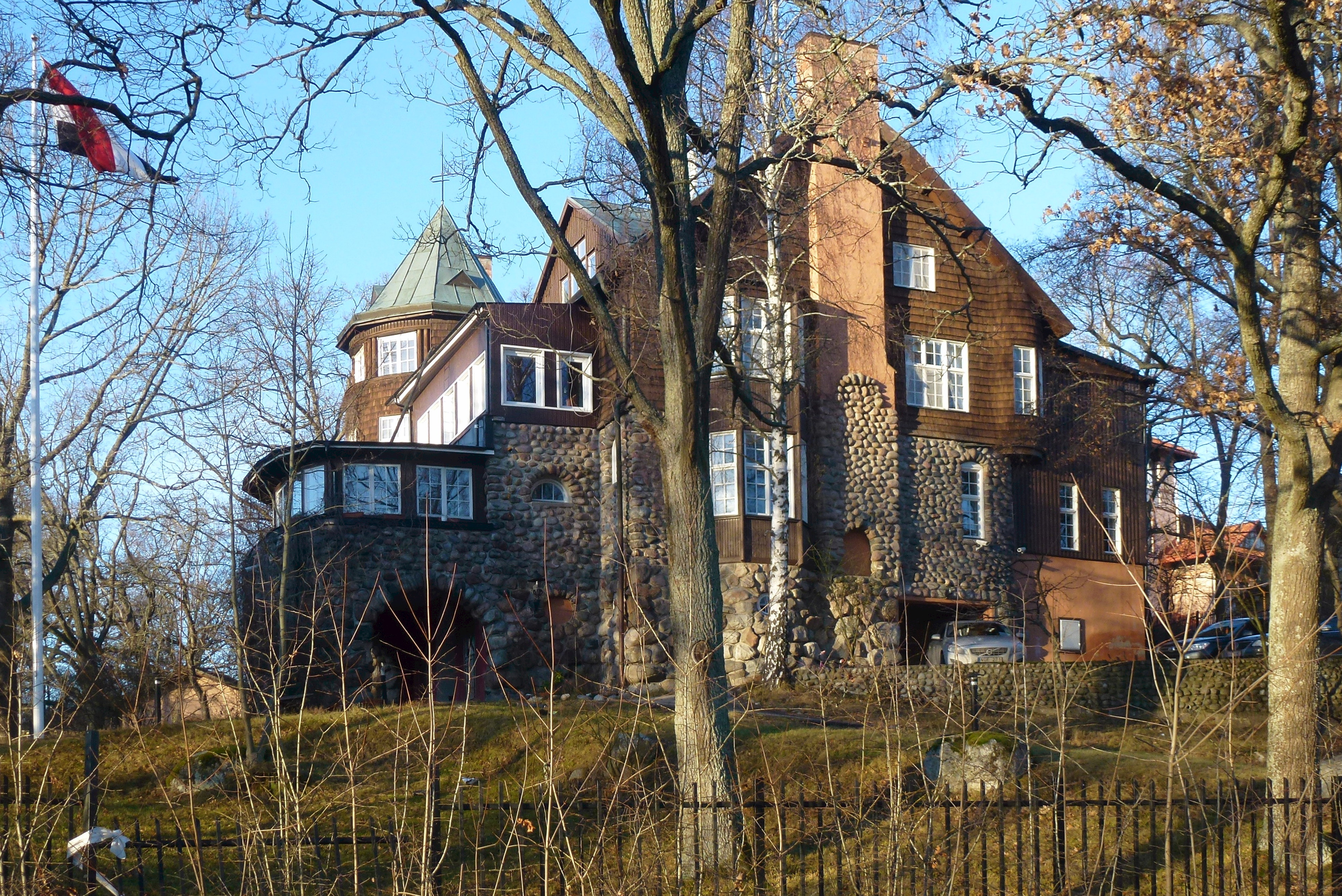
Auravägen 14, 1899 ( Rudolf S. Enblom)
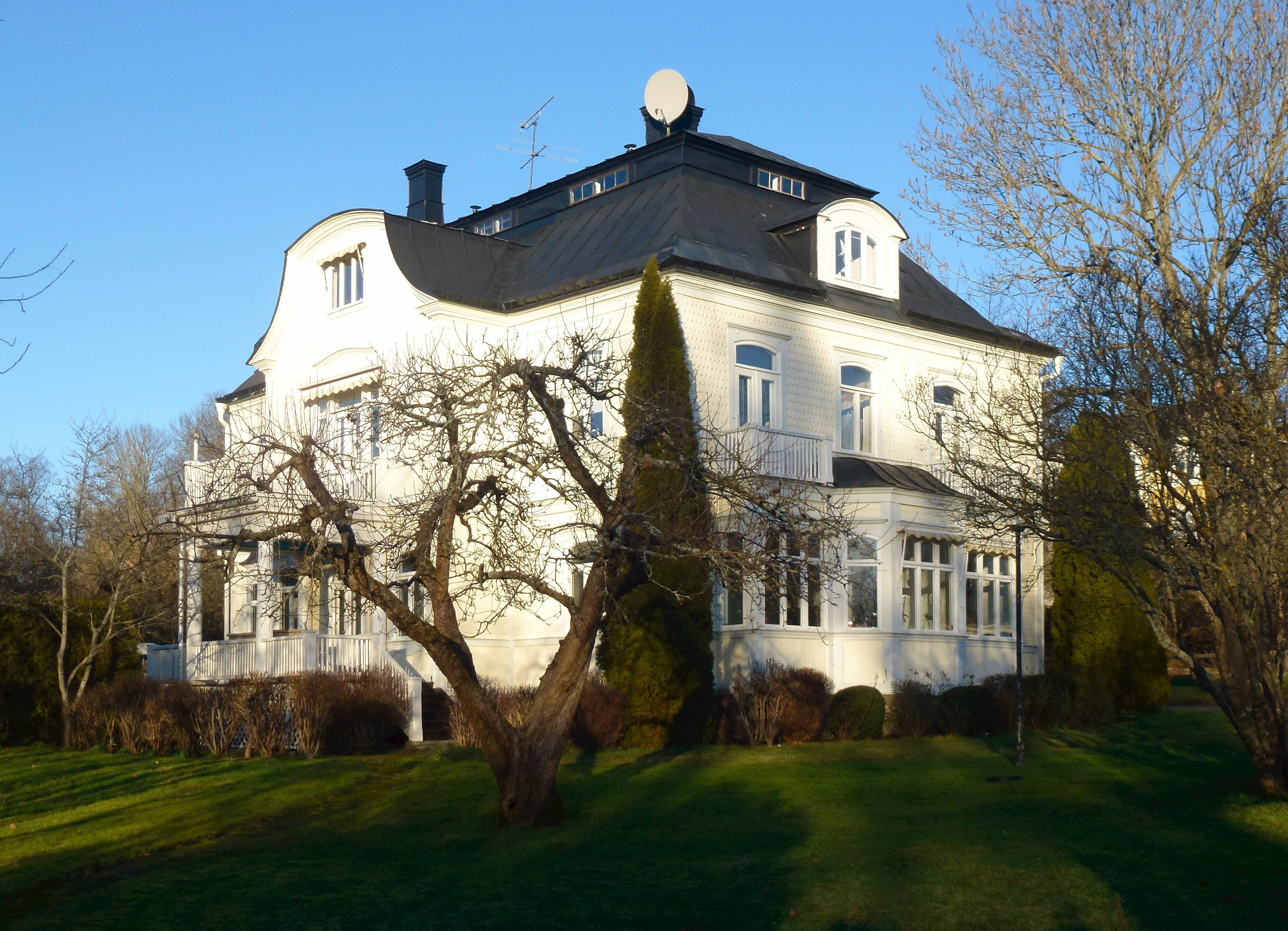
Grotte 7 (”Prinsvillan”), 1905 (ombyggd 1908–1909) (Gustaf Hermansson)
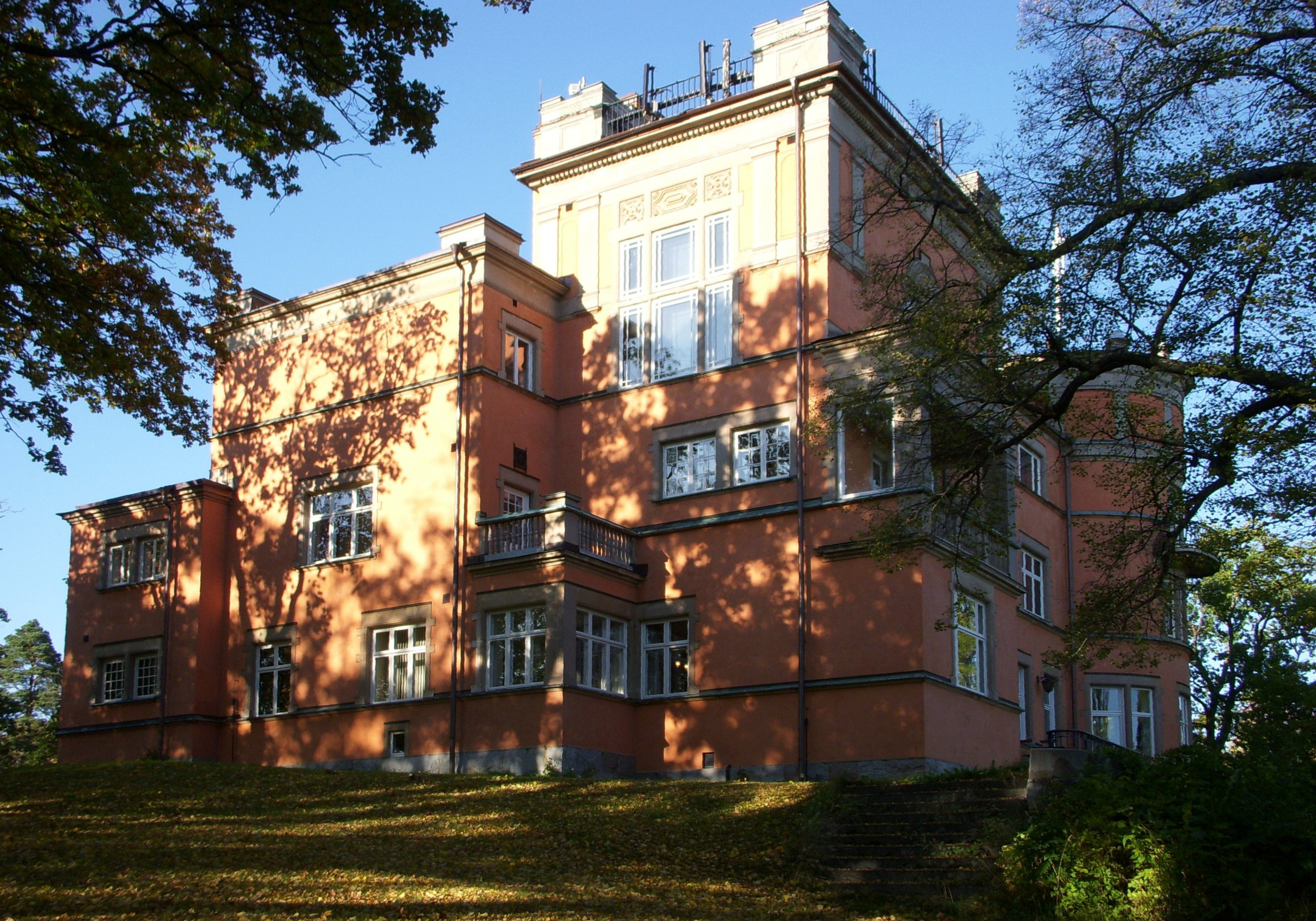
Villa Mittag-Leffler, 1906 (Ferdinand Boberg – ombyggnad)
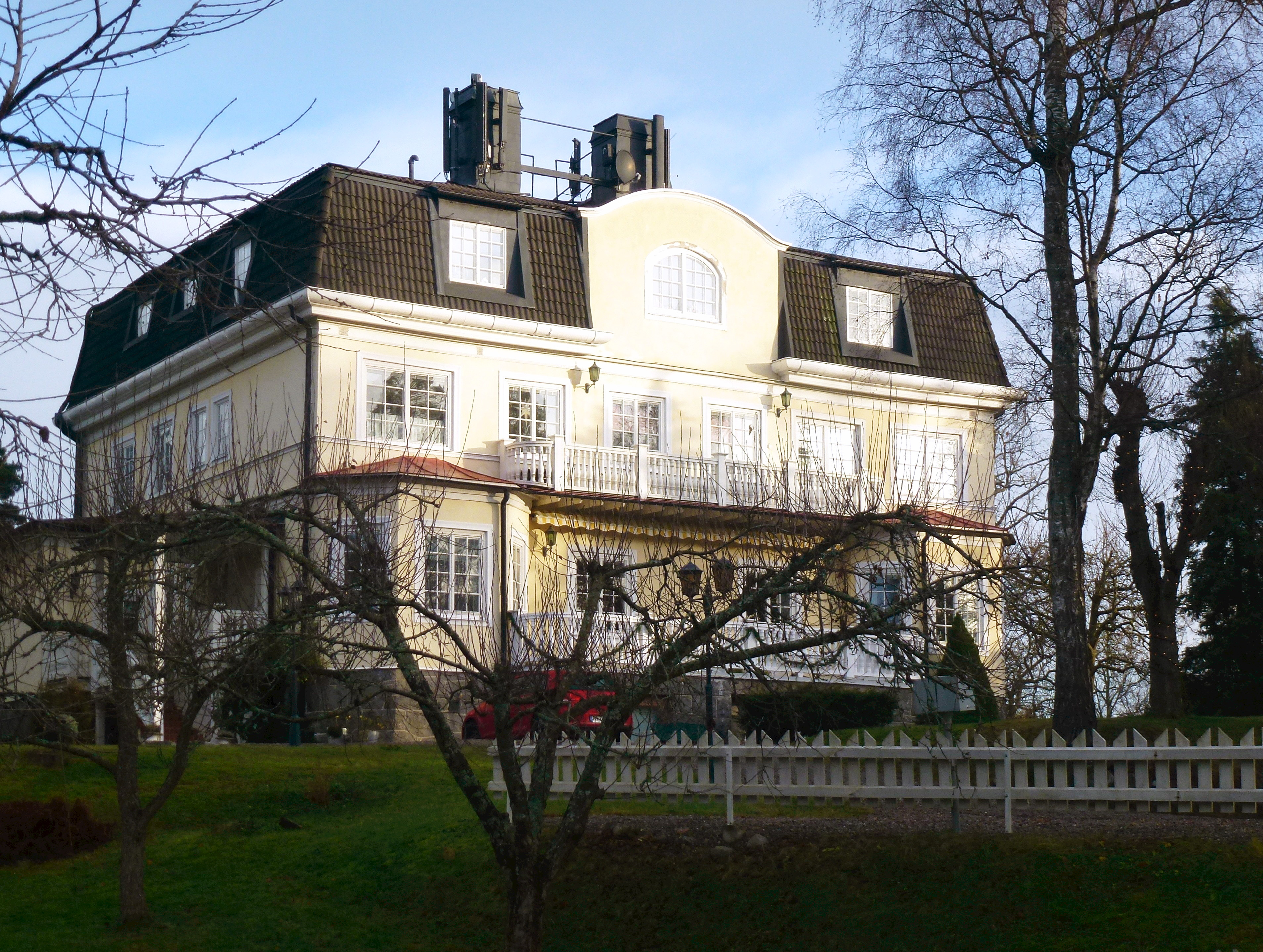
Villa Nyhem, 1906 (Ferdinand Boberg)
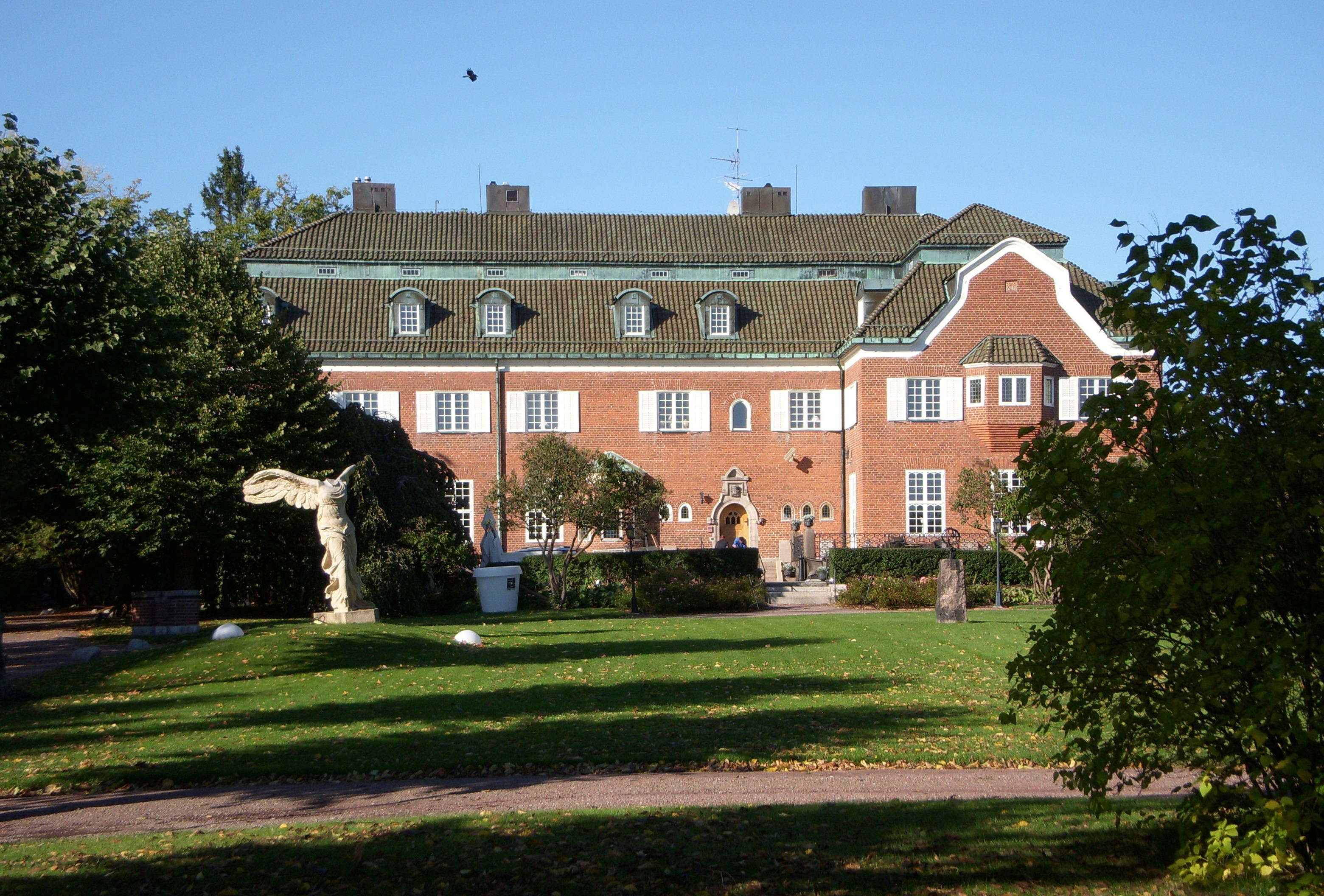
Villa Pauli, 1907 (Ragnar Östberg)
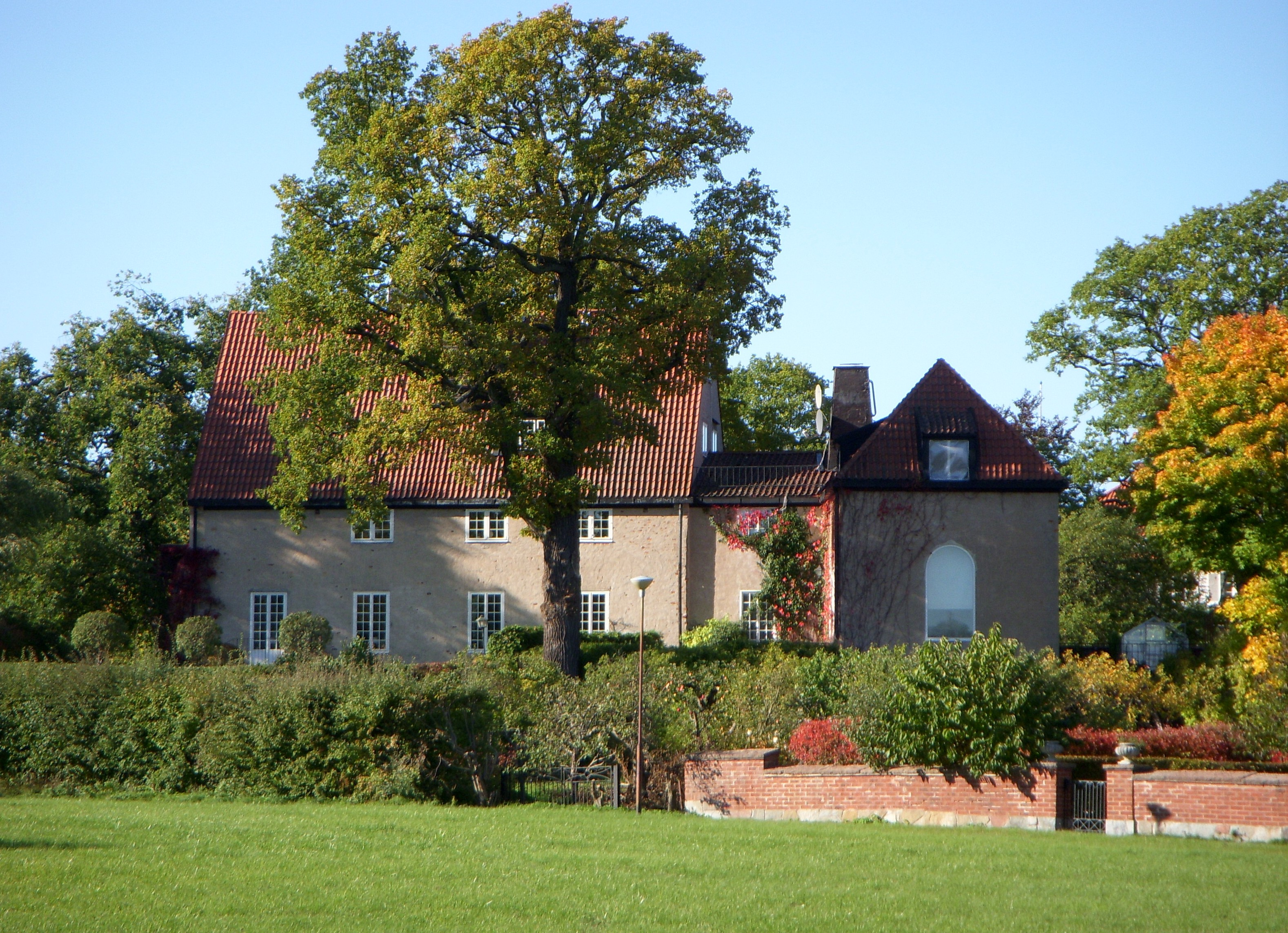
Villa Lagercrantz, 1910 (Elis Benckert)
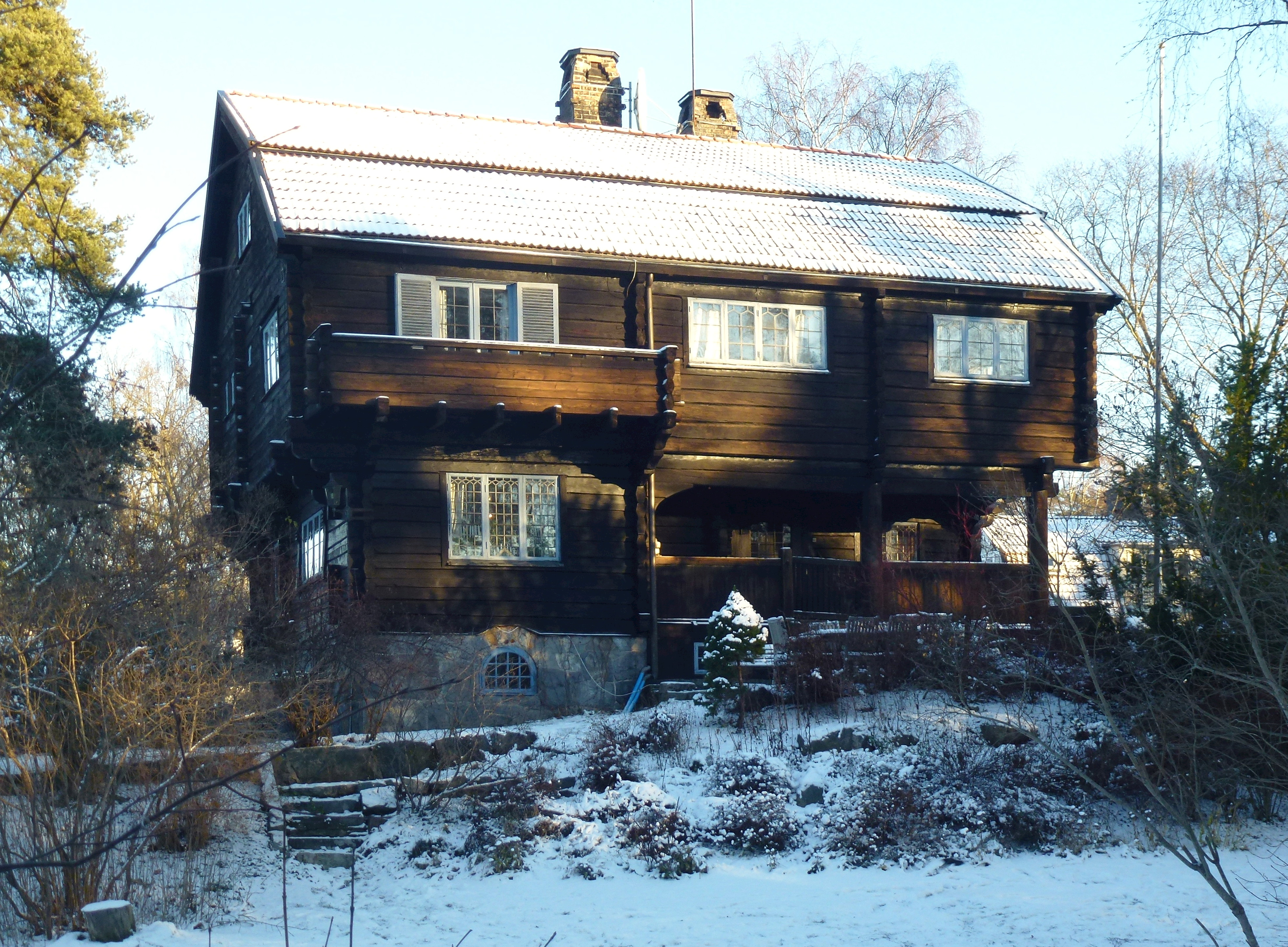
Laurinska villan, 1910 (Karl Güettler)
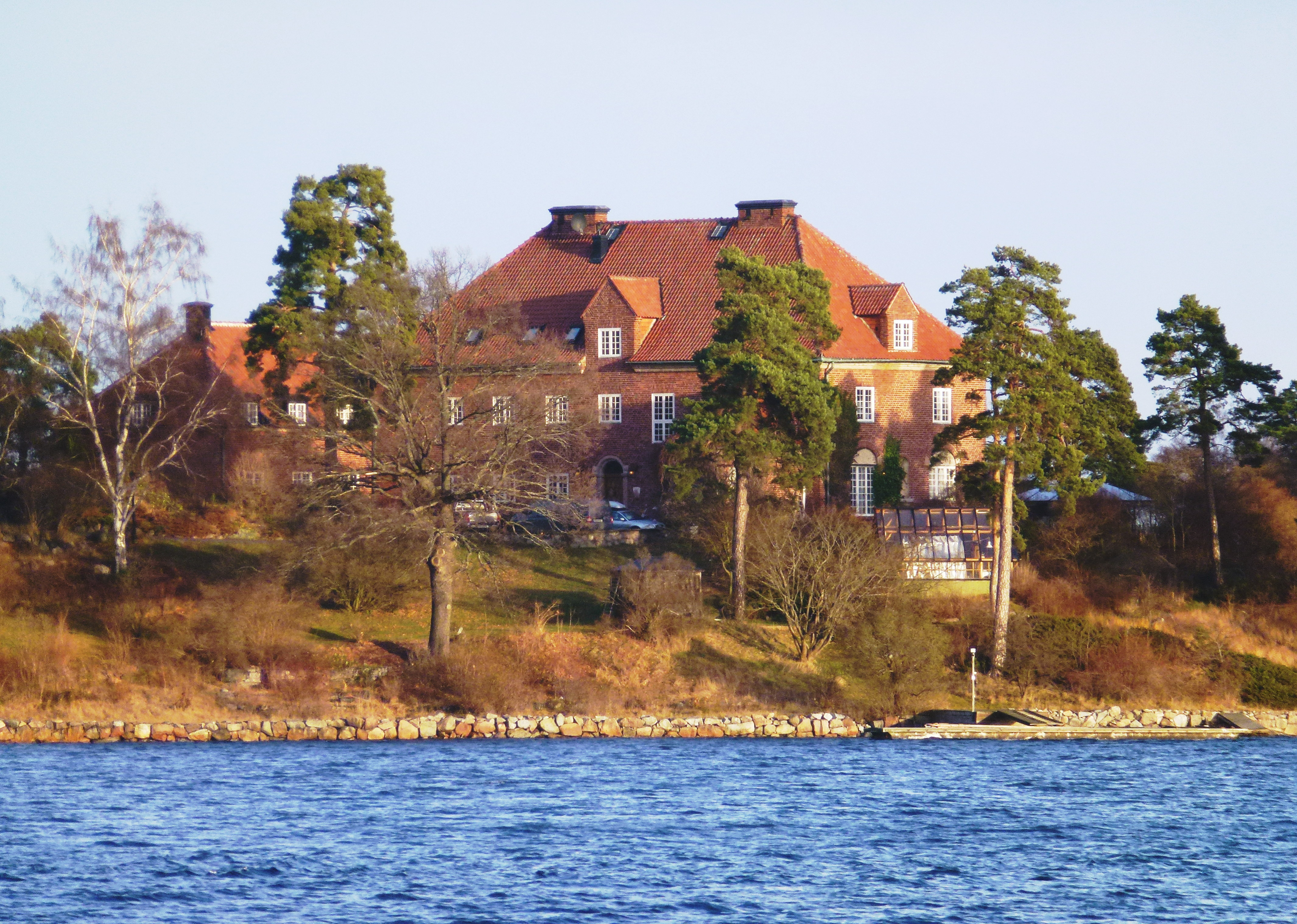
Gamla Djursholm, 1914 (Carl Westman)
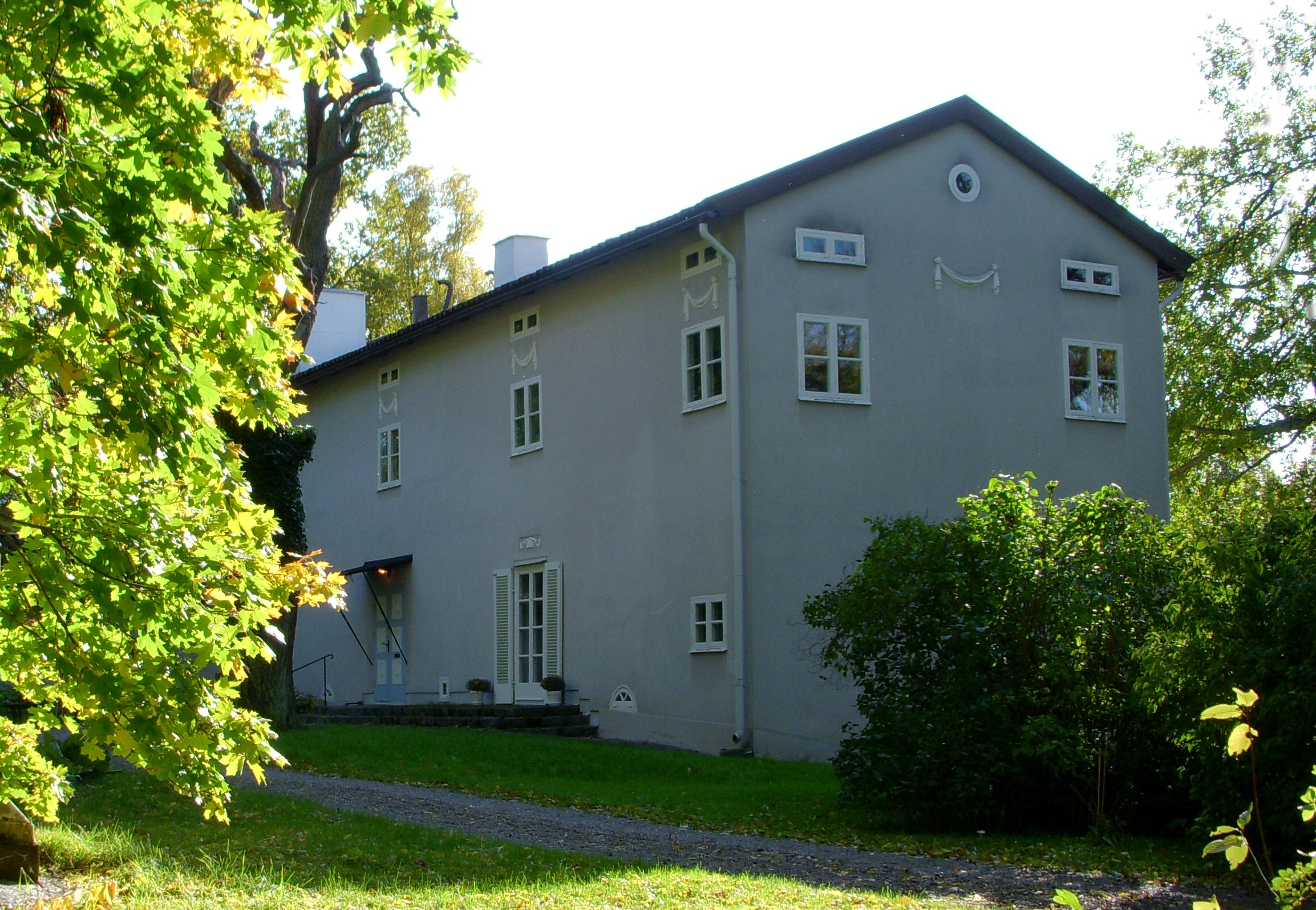
Villa Snellman, 1918 (Gunnar Asplund)
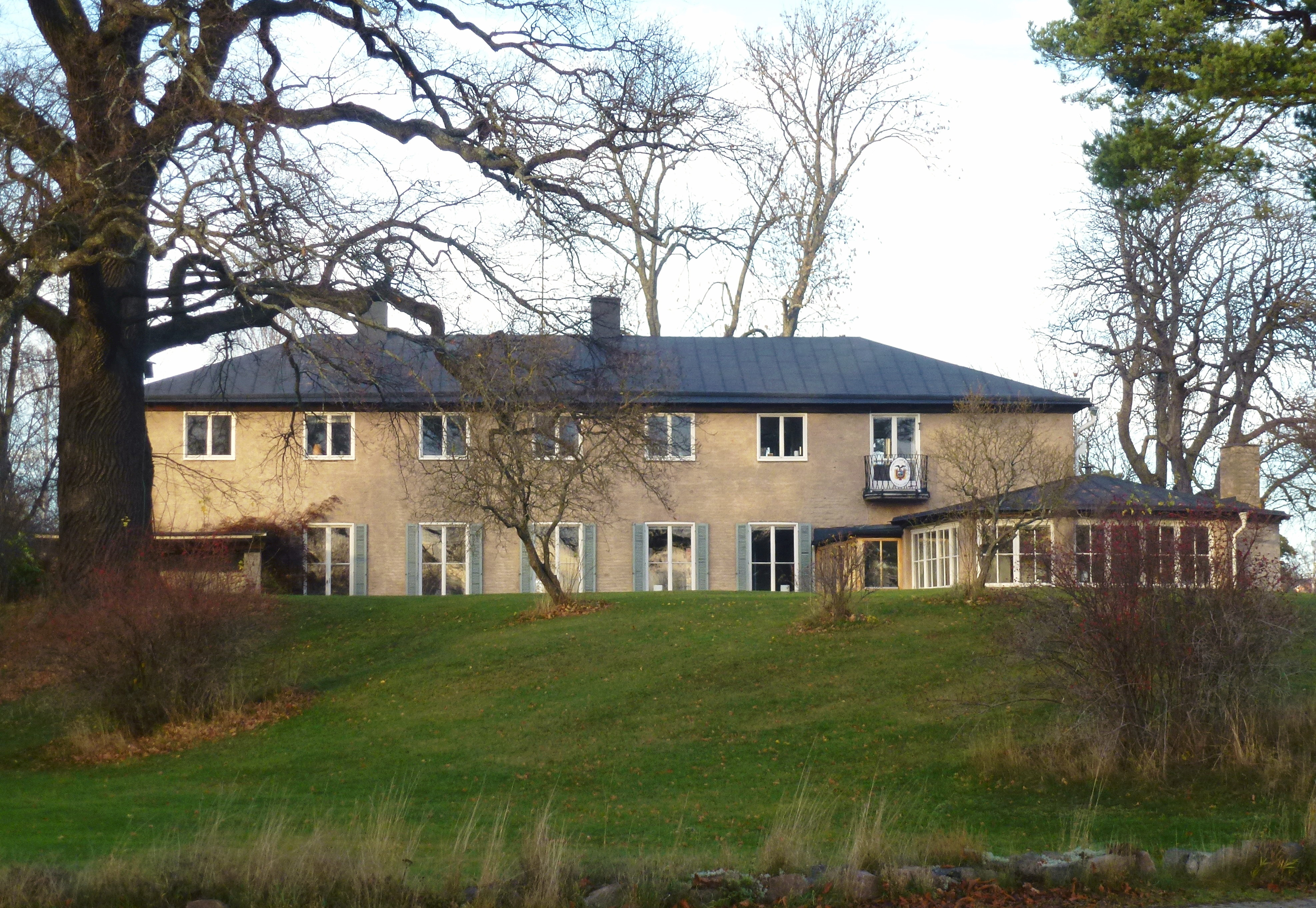
Villa Wehtje, 1939 (Nils Tesch)
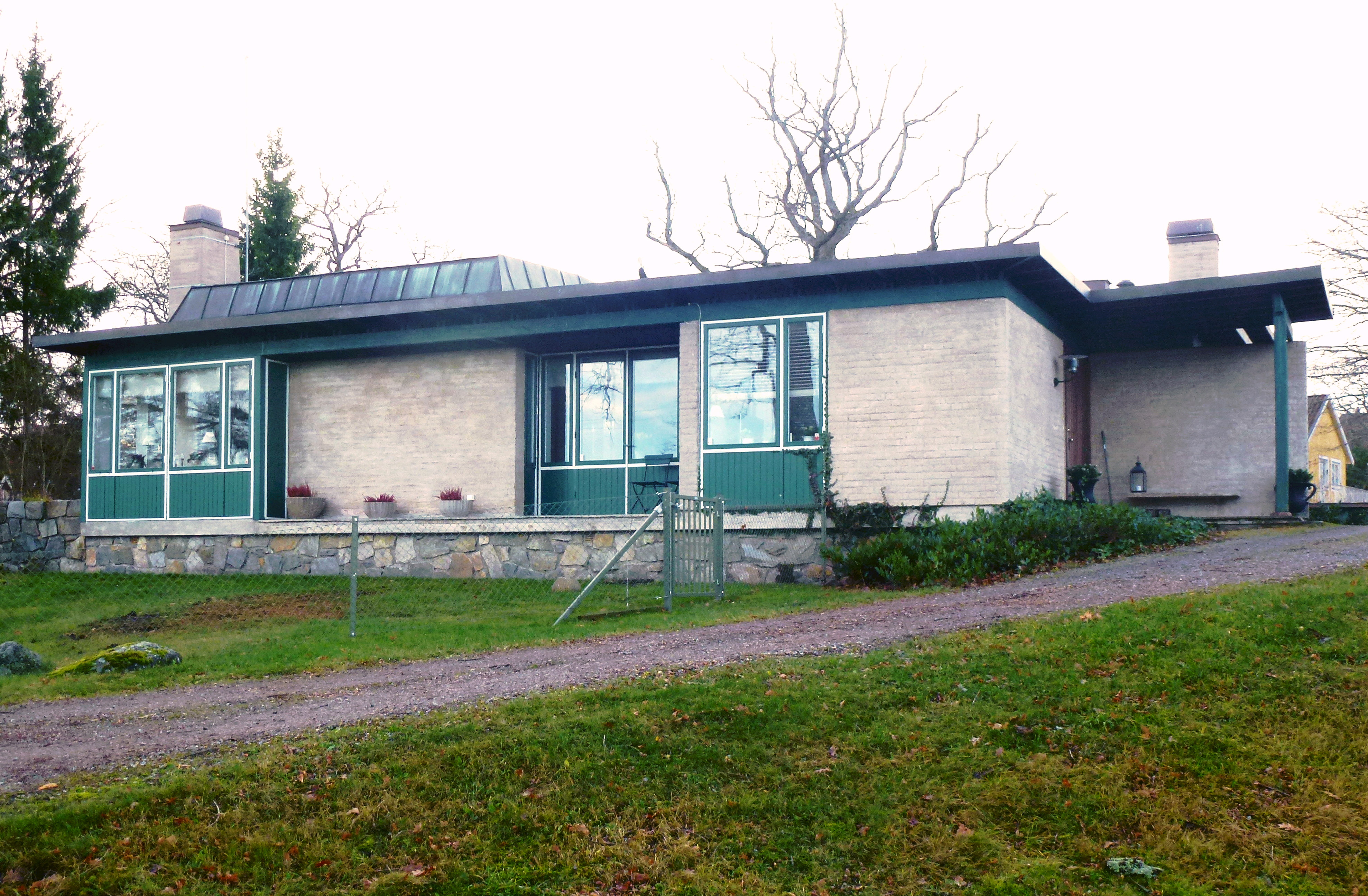
Villa Ranängen, 1950–1951 (Léonie Geisendorf)
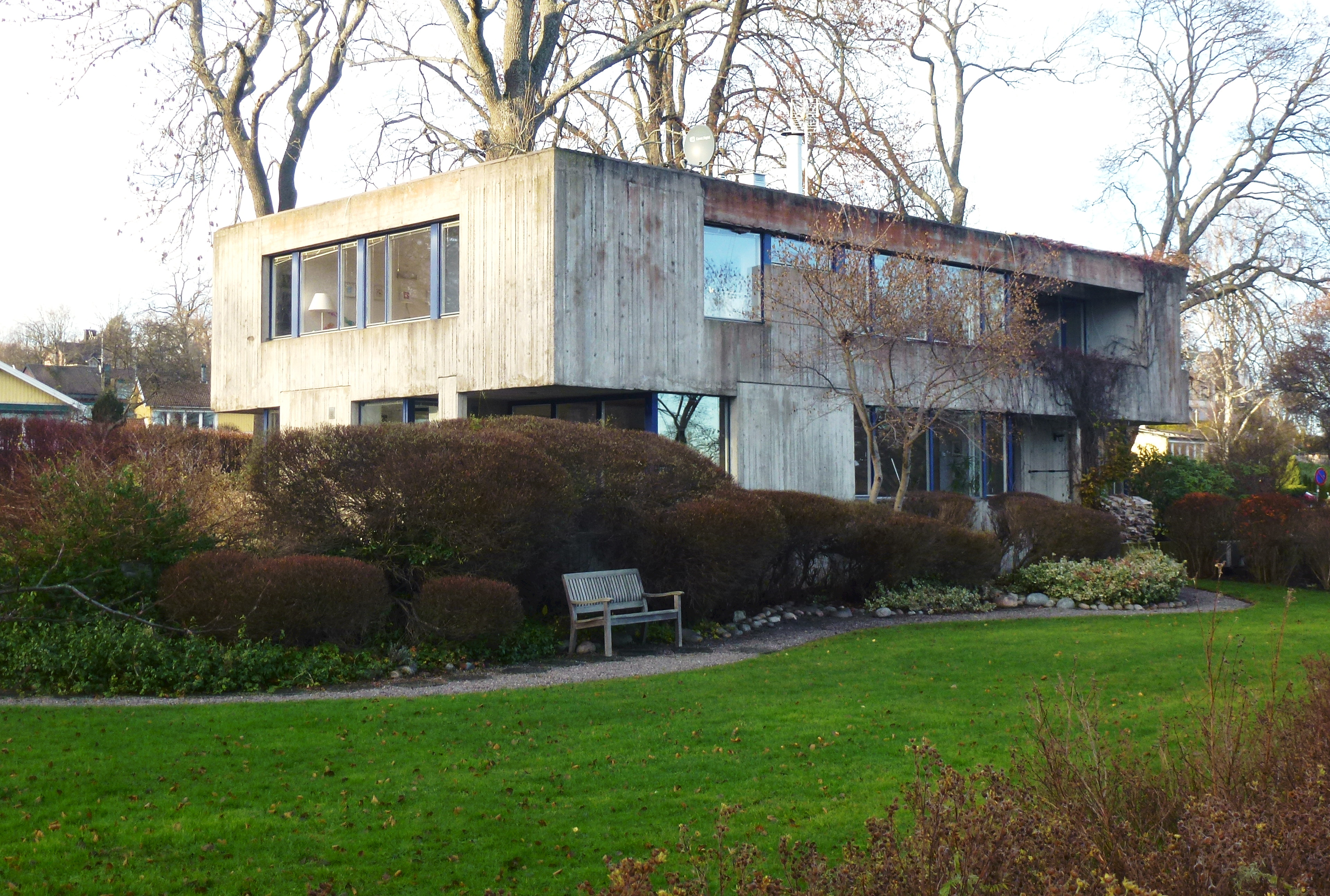
Villa Delin, 1970 (Léonie Geisendorf)

## Offentliga byggnader

### Samskolan och observatoriet
Redan från början fanns planer på att inrätta en samskola, d.v.s. en skola för både pojkar och flickor, i Djursholm. Planerna realiserades 1891. Under de första åren hölls undervisningen i slottet. Viktor Rydberg, som var en av de första invånarna i Djursholm, blev inspektor för skolan. Senare blev Natanael Beskow rektor för skolan. År 1910 stod en ny skolbyggnad, ritad av skolarkitekten Georg A. Nilsson, klar. Från slutet av 1930-talet till 1966 var skolan en statsunderstödd privatskola. Gymnasiet avvecklades på 1980-talet och flyttades till nybyggda Danderyds gymnasium. Numera används skolan av friskolan Viktor Rydberg gymnasium.
I skolans västra torn är Djursholms samskolas observatorium inrymt. Det är en av områdets högsta punkter. Från mitten på 1960-talet höll en amatörastronomisk förening till där och var livaktig

### Djursholms kapell
Under villastadens första tid hölls vissa gudstjänster i slottet. I övrigt var invånarna hänvisade till Danderyds kyrka, några kilometer från villastaden. År 1897 inleddes en insamling, med syftet att det skulle uppföras en kyrkobyggnad i Djursholm. Kapellet, som uppfördes av en speciell kapellförening, ritades av Fredrik Lilljekvist. Kapellet stod klart 1898, men invigdes först år 1902. Natanael Beskow anlitades som predikant, ett uppdrag som han upprätthöll under många år.

### Djursholms bibliotek
Djursholms bibliotek ligger på Vendevägen 7, i Djursholms centrum. Biblioteket invigdes 1966 som Djursholms Stadsbibliotek och är sedan kommunsammanslagningen en del av Biblioteken i Danderyd. Biblioteksbyggnaden är ritad av Åke Wadström.  

### Djursholms församlingsgård
Djursholms församlingsgård ligger vid Bragevägen / Valevägen. Byggnaden ritades på 1920-talet efter ritningar av Torben Grut och är gestaltad in 1920-talsklassicism. I folkmun kallas församlingsgården även ”Änglagaraget”, på grund av dess något garageliknande entré. I byggnaden pågår aktiviteter för alla åldrar, bland annat har kyrkans förskola sin verksamhet i de två flygelbyggnaderna och den traditionella julmarknaden äger rum här. Lokalen kan hyras för fest och bröllop.

### Birgittasystrarnas kloster
Birgittasystrarnas kloster i Djursholm tillhör Birgittinorden och ligger på Burevägen 12. Klostret invigdes den 13 oktober 1923 och drivs som stiftelse vilken 1911 instiftades av den sedermera av påven helgonförklarade Moder Elisabeth Hesselblad. Hon ville återinföra Birgittinorden till Sverige genom att skapa en modernare form av denna orden och i Djursholm fann hon en passande byggnad. Därmed var Birgittinorden återförd till Sverige efter att ha varit borta i mer än 300 år. Den vackra entrébyggnaden ritades på 1920-talet av arkitekt Evert Milles.

### Bilder, kyrkliga byggnader

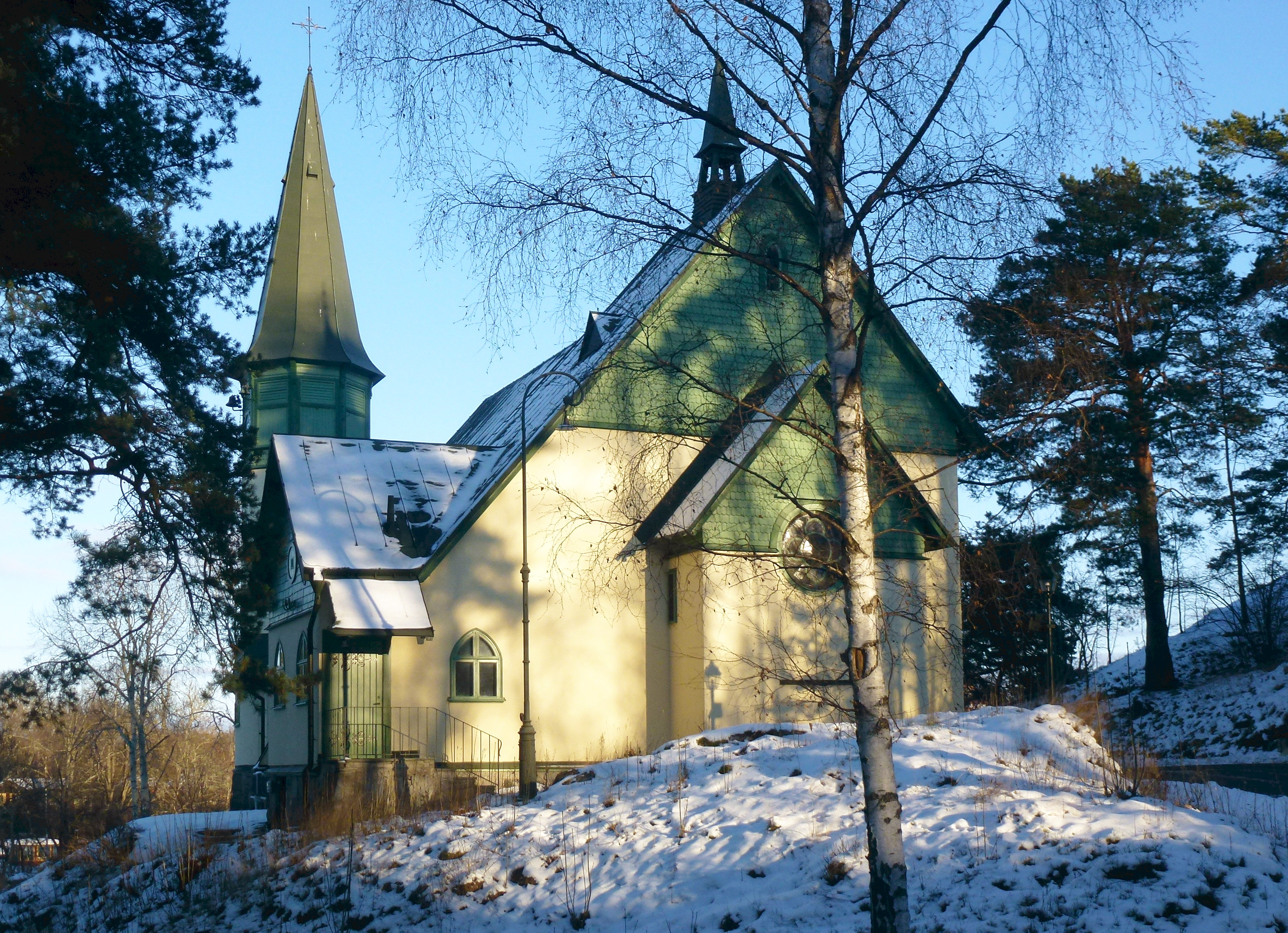
Djursholms kapell
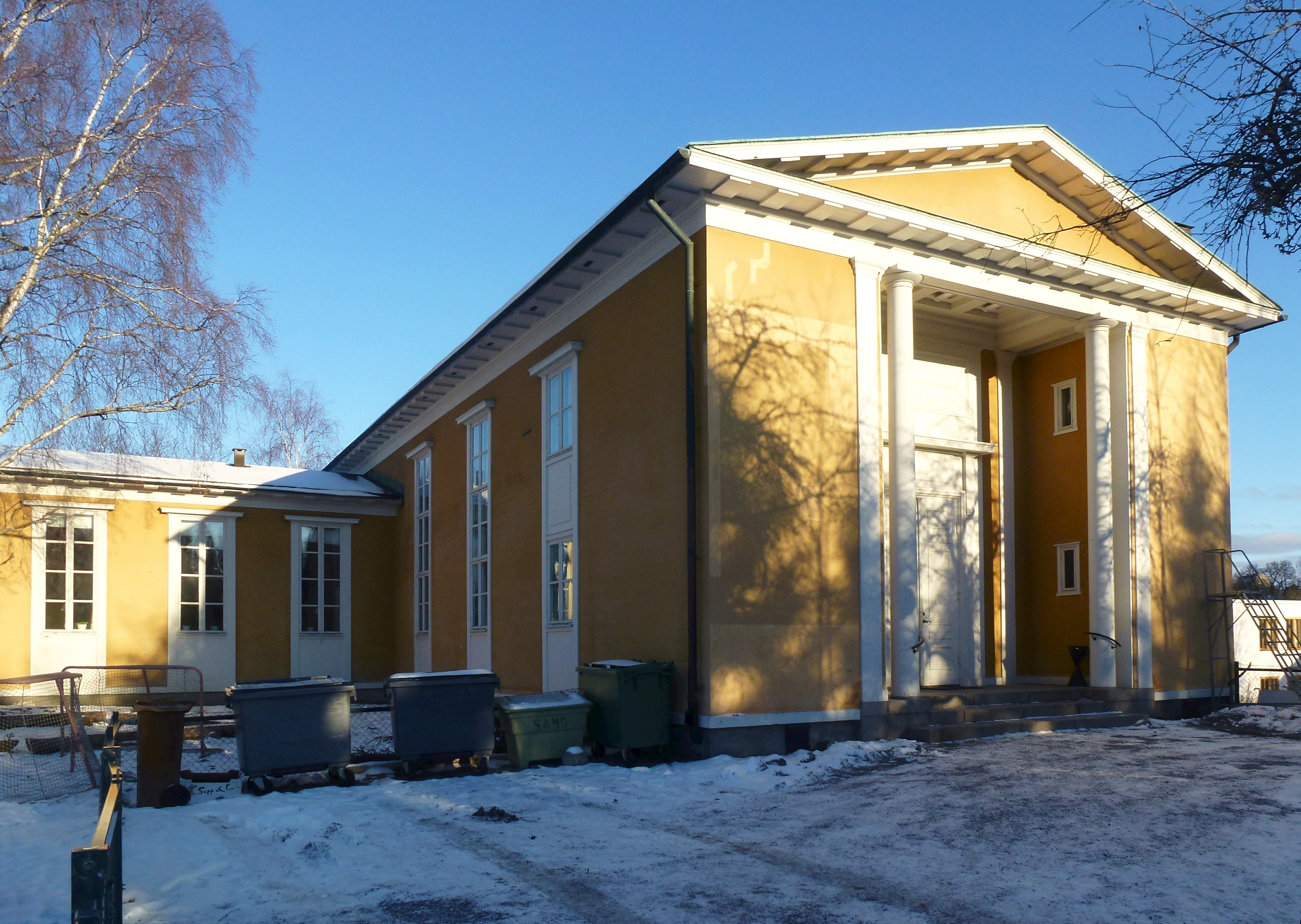
Djursholms församlingsgård
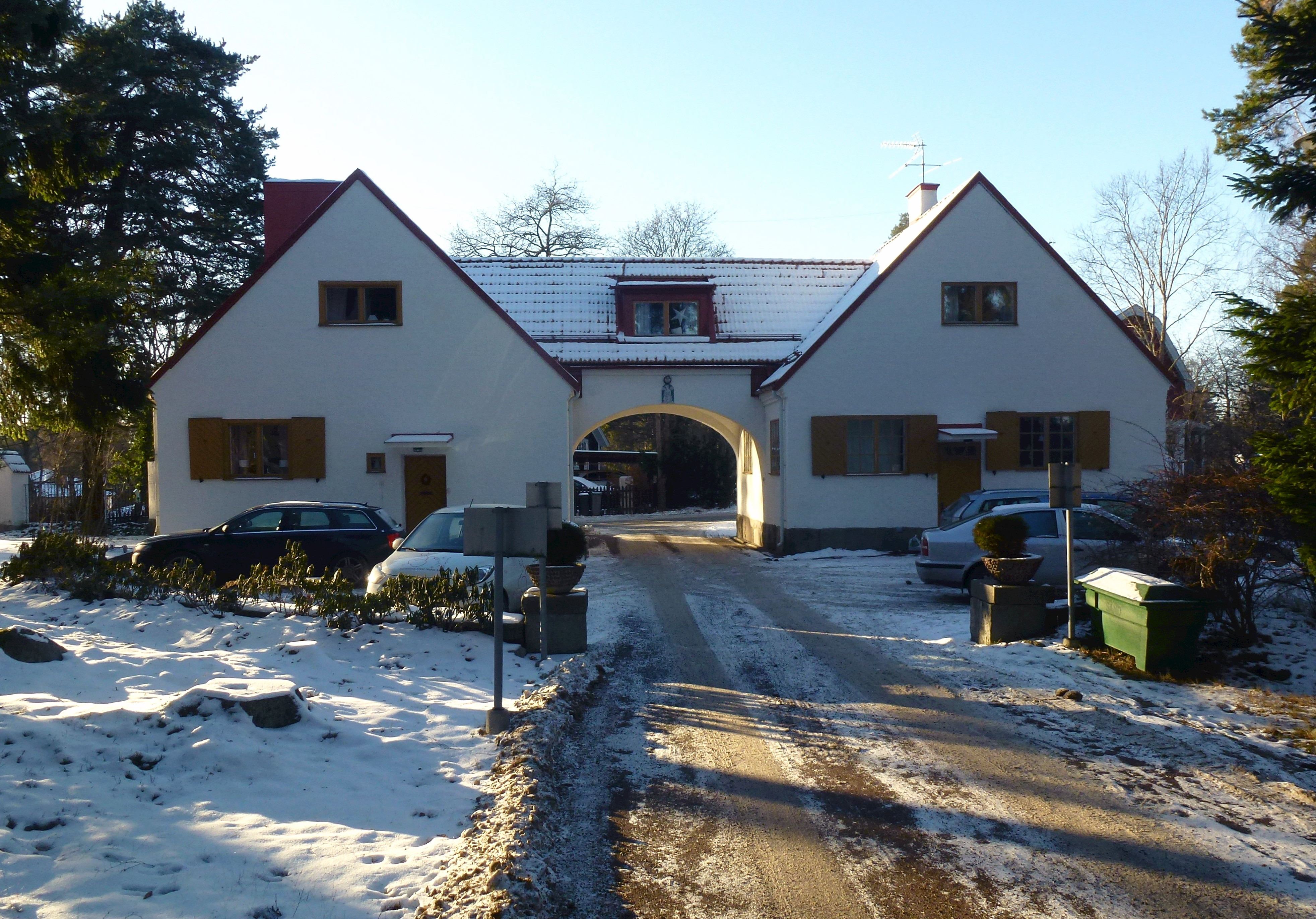
Birgittasystrarnas kloster, entréhus
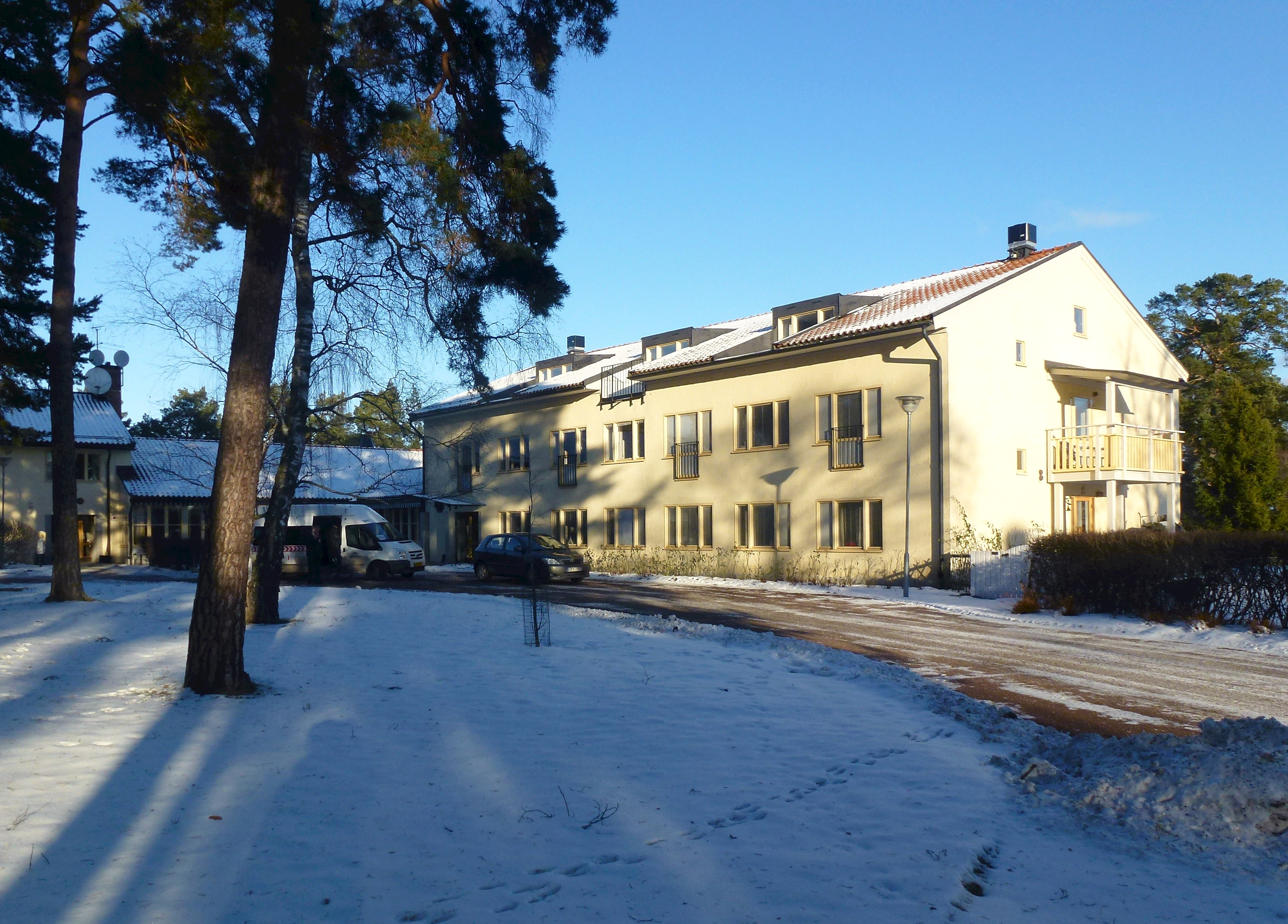
Birgittasystrarnas kloster, pensionärshemmet

### Djursholms båda vattentorn
Djursholms vattentorn står på en liten kulle strax nordväst om Djursholms slott. Vattentornet uppfördes 1890 och påbyggdes 1908. Tillsammans med Ekeby vattentorn (invigd 1908, arkitekt Axel Bergman) försörjde de Djursholm med dricksvatten. År 1960 respektive 1965 torrlades vattentornens bassänger och vatten levererades istället från Görvälns vattenverk. Tornet vid slottet inrymmer sedan 1974 Samfundet Djursholms Forntid och Framtids och Danderyds föreningsarkiv. Tornet i Ekeby innehåller sedan 1995 en privatbostad.

## Kommunikationer
Djursholm AB tog initiativet till en smalspårig järnvägslinje, Djursholmsbanan, som öppnades för trafik år 1890. Den anslöt till nuvarande Roslagsbanan vid en nyanlagd station, Djursholms Ösby. På så sätt fick Djursholm en fast järnvägsförbindelse mellan villastaden och Stockholm. Järnvägen gick till Östra station och vidare till Engelbrektsplan. Redan år 1892 övertogs banan av Stockholm-Rimbo Jernvägsaktiebolag.
Den ursprungliga sträckningen mellan Djursholms Ösby och Germaniaviken (senare Eddavägen och Svalnäs) kompletterades med tiden med en linje mot Näsby Park. Den linjedelen finns kvar idag (2019), medan sträckningen genom de äldre delarna av Djursholm är nedlagd sedan 1970-talet och ersatt av busstrafik.

### Bilder

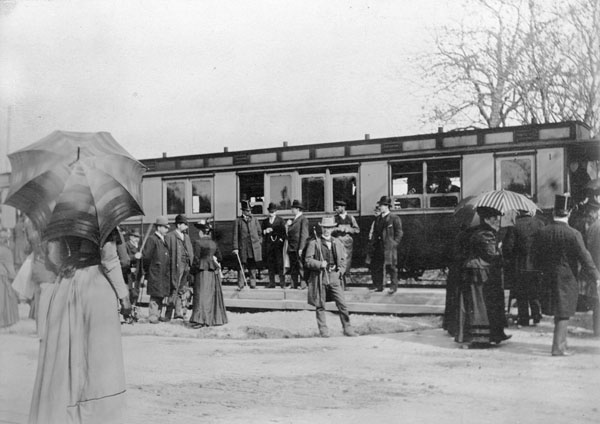
Ett av de första Djursholmstågen
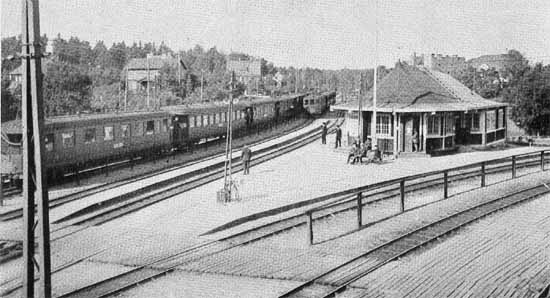
Djursholms Ösby Station, vinter 1920
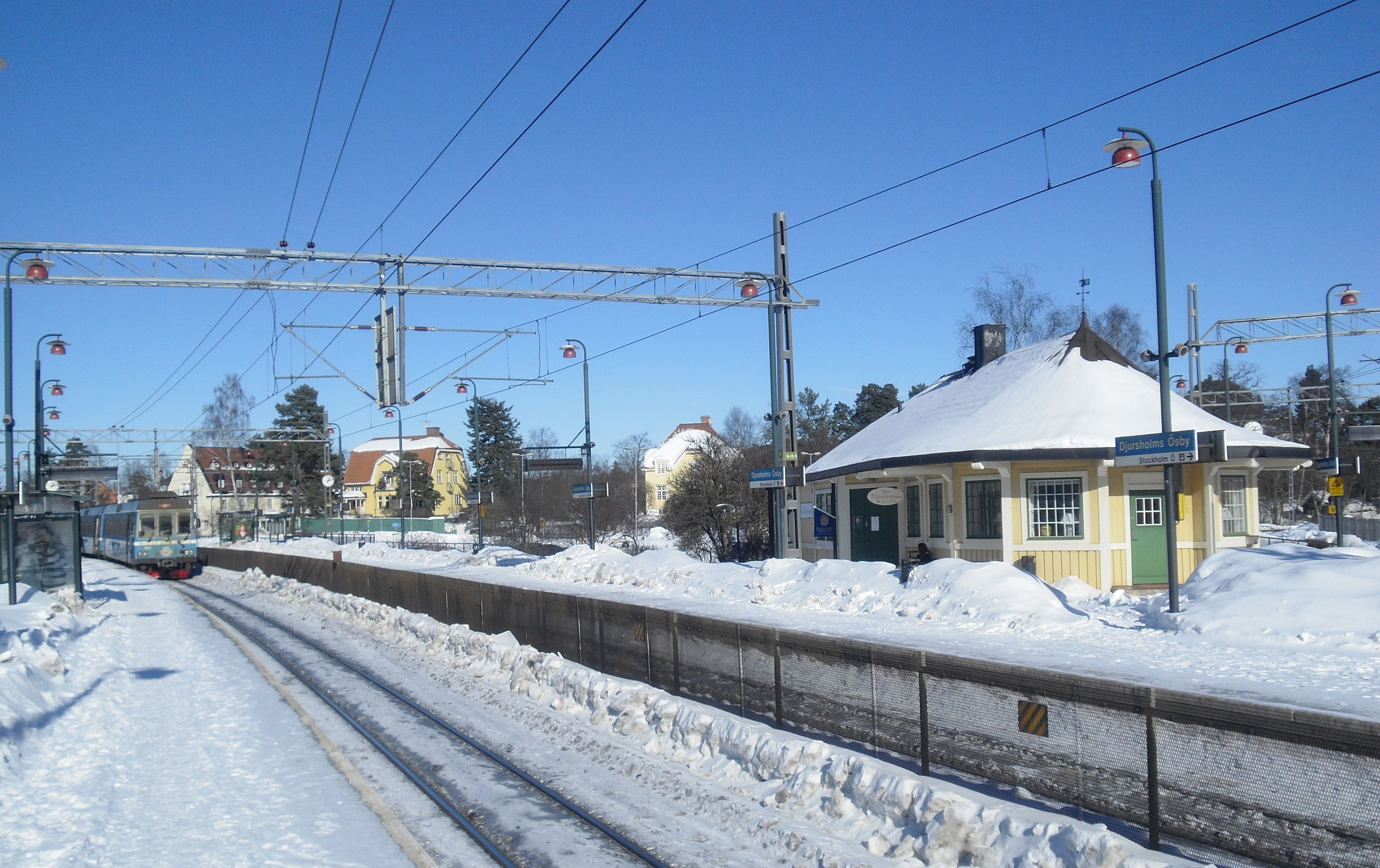
Djursholms Ösby Station, mars 2010
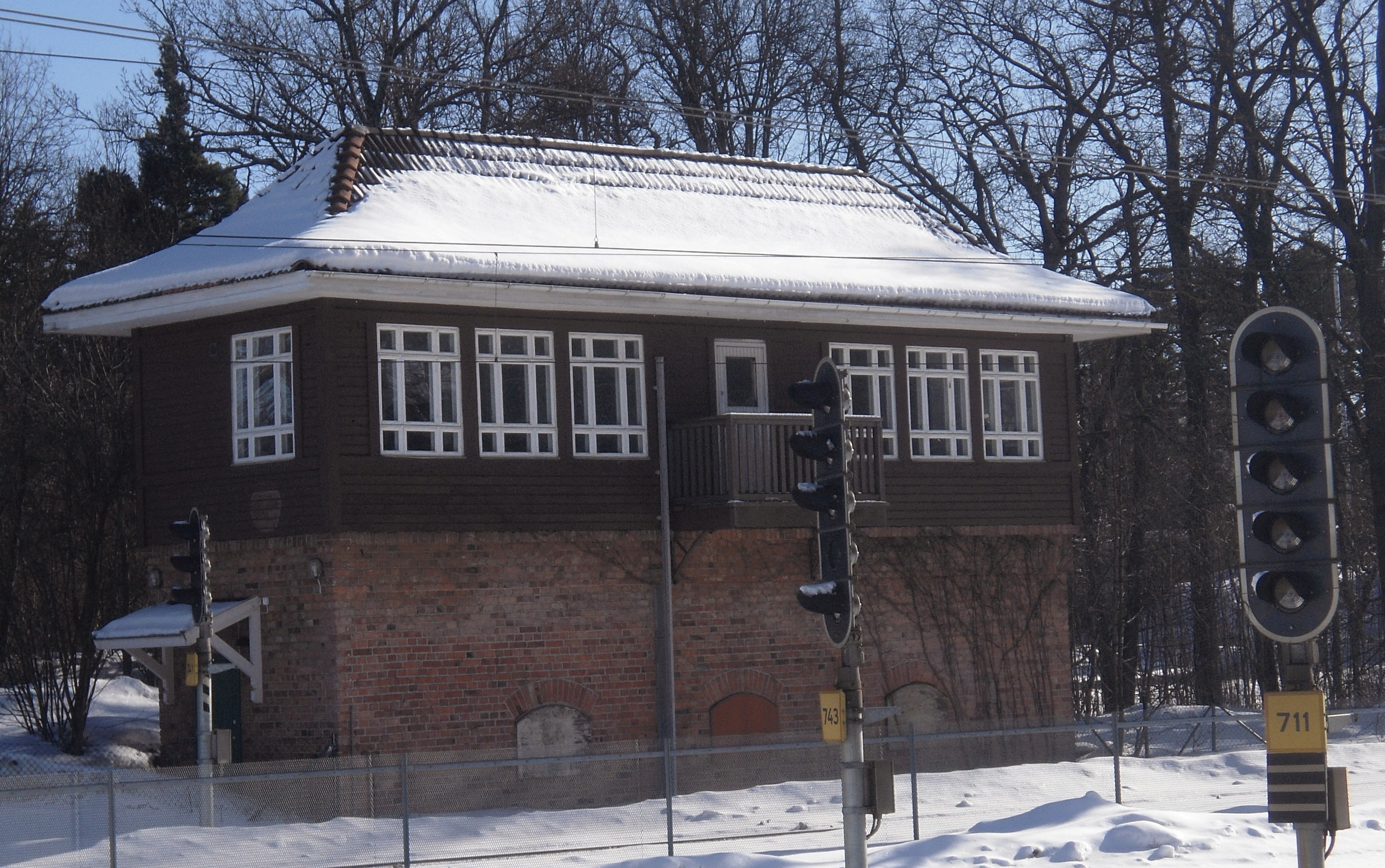
Ställverk Djursholms Ösby Station, mars 2010

## Vägnätet
Det moderna Djursholm nås från grannsamhällena genom i huvudsak fyra vägsträckningar, där några är mycket gamla. Den nuvarande infartsvägen från Stocksund, Stockholmsvägen och Henrik Palmes Allé, följer till stora delar den gamla förbindelsen med Stockholm. Även Danderydsvägen från Rinkeby i närheten av Danderyds kyrka är av gammalt datum. Vendevägen, från Mörby och Danderyds sjukhus, och Näsbyvägen från Lahäll och Näsby Park i grannkommunen Täby knyter numera samman Djursholm med närliggande områden och följer även de delvis äldre vägsträckningar mellan områdets ursprungliga gårdar och torp.
Utbyggnaden av vägnätet i villastaden hör nära samman med den ursprungliga stadsplaneringen från slutet av 1890-talet. I prospektet för säljstarten av tomterna betonade Henrik Palme att både bebyggelse och vägar skulle anpassas till naturen: ”Enligt denna plan skola de blivande gatorna till större delen framdragas i dalgångarna”. Enligt prospektet, som är daterat augusti 1889, skulle gatusystemet bli sammanlagt cirka två mil, men en vägbredd på cirka 30 fot (cirka 9 meter). Vägarna skulle dessutom förses med gångbanor av trä. Prospektet nämnde också den kommande strandvägen som skulle erbjuda såväl ”gående som åkande och ridande ... en synnerligen angenäm promenad...”.
Vägnätet hade inledningsvis genomgående en ganska låg standard, men förbättrades successivt. År 1905 inköptes en åtta ton tung ångvält, som användes för att förbättra vägarnas kvalitet. Från 1920-talet fick vägnätet mer tåliga beläggningar och med tiden avvecklades de ursprungliga trätrottoarerna.
Djursholms AB överlät successivt vägarna till kommunen när en tredjedel av tomterna längs en gata hade bebyggts. Dessutom växte samhället med nya områden i till exempel Ekeby, Skärvik och Ösby. År 1910 var vägsystemet cirka 45 kilometer.
Bolaget hade som övergripande princip att namnge villastadens gator och kvarter med referenser till fornnordisk mytologi. Denna namngivningsprincip har övergivits för nya vägar och gator, när samhället vuxit och byggts ut.

## Kultur

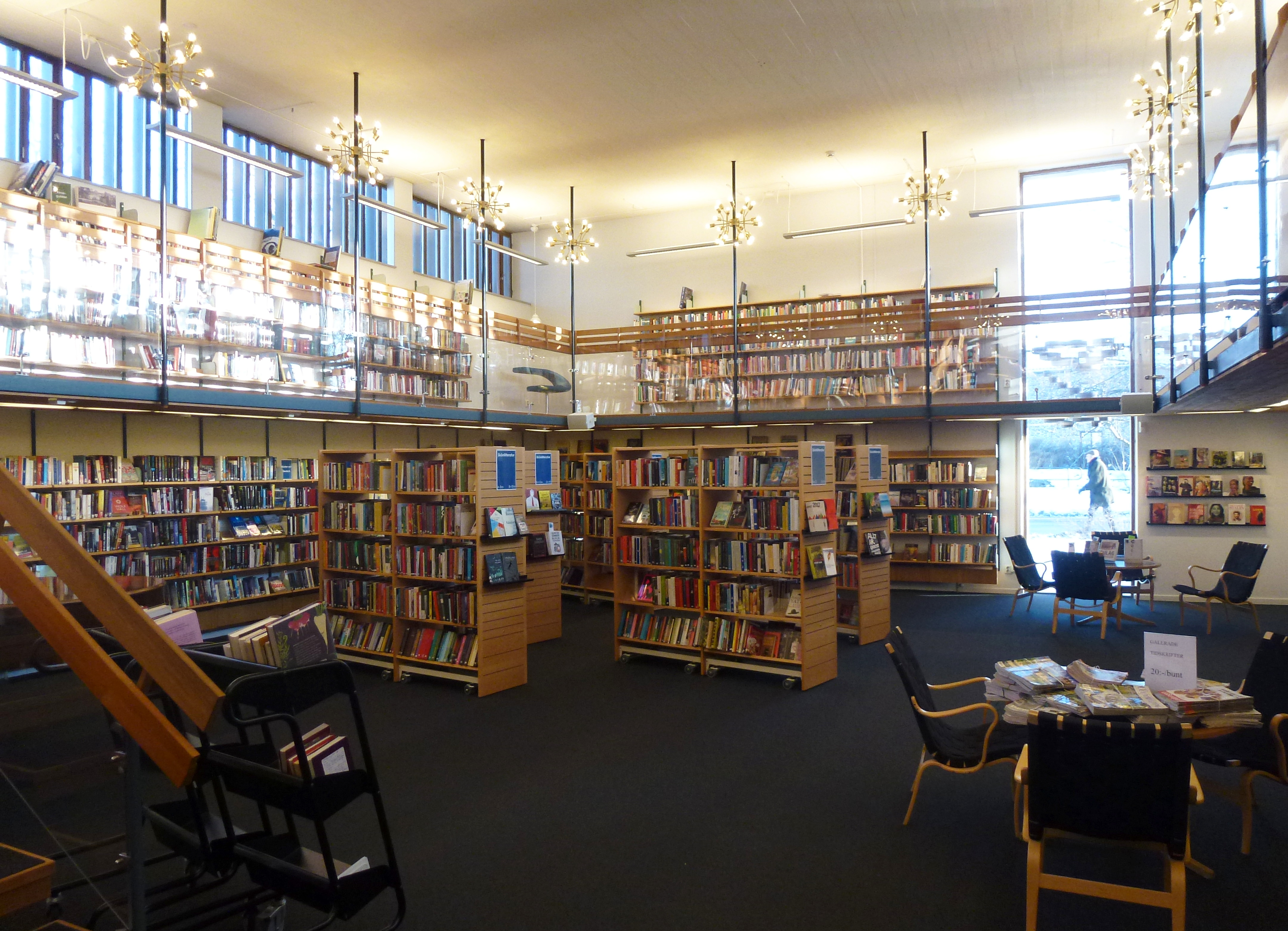
Djursholms bibliotek ligger i centrum.

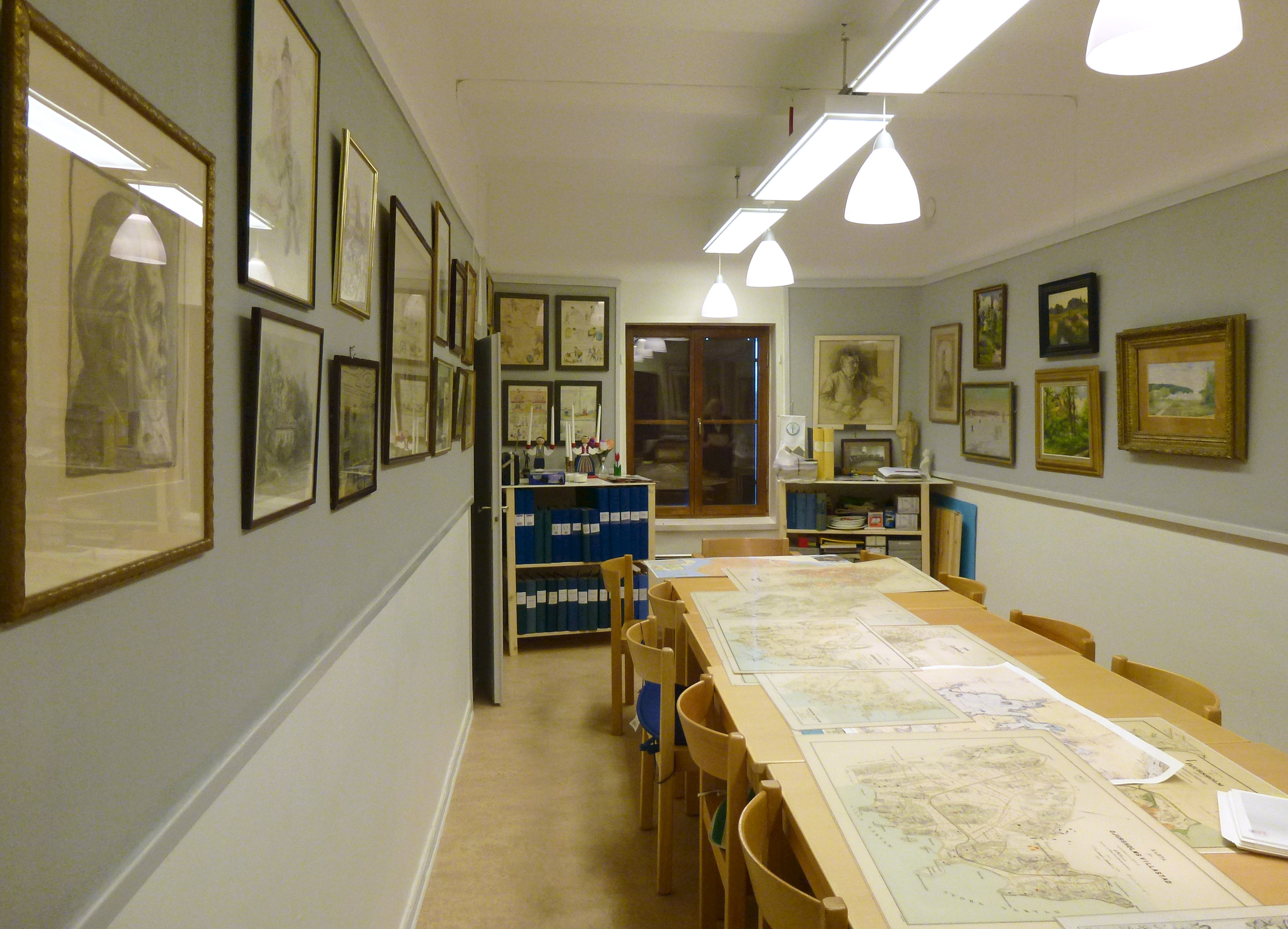
Samfundets styrelserum i vattentornet.

Under samhällets första år var en rad kulturpersonligheter verksamma eller bosatta i Djursholm. Viktor Rydberg bodde där till sin död 1895. Han var bland annat inspektor för samskolan och inspiratör till att stora delar av de äldsta delarna av samhället fick gatu- och kvartersnamn med fornnordisk anknytning. Erik Axel Karlfeldt tjänstgjorde under ett par år som lärare i samskolan, där Alice Tegnér under en period stod för musikundervisningen. Hon verkade också som organist i kapellet, där Natanael Beskow var predikant. Hans maka, barnboksförfattaren Elsa Beskow, var Djursholmsbo under större delen av sitt liv. Makarna Beskow övertog Viktor Rydbergs villa Ekeliden efter dennes död.
Författaren Verner von Heidenstam var Djursholmsbo åren runt sekelskiftet 1900. August Strindberg tillbringade vintern 1891–1892 i hyrda bostäder i Djursholm. Författaren Gustaf Janson och hans son Gösta Gustaf-Janson har också en stark koppling till Djursholm. Gösta Gustaf-Janson har skildrat samhället i flera böcker, då under namnet Rydsholm.
Ludvig ”Lubbe” Nordström och hans maka Marika Stiernstedt var Djursholmsbor under många år. Författaren Fredrik August Dahlgren, Fredrek på Rannsätt, flyttade till Villa Ransäter år 1894 men avled redan året därpå.
Även flera konstnärer bosatte sig i Djursholm, bland dem Robert Thegerström. Andra kända Djursholmskonstnärer är Bo Beskow, som var son till Elsa och Natanael Beskow, och Björn Berg, som bland annat har illustrerat böcker av Astrid Lindgren.
Musiklivet var aktivt i Djursholm under samhällets ungdom, med körer, musiksällskap och konsertverksamhet, ofta med Alice Tegnér som drivande kraft. Även kompositören och vissångaren Sven Scholander deltog i det lokala musiklivet. Under senare år har artister som Björn Ulvaeus, Marie Fredriksson och Charlotte Perelli bosatt sig i Djursholm.
Djursholm har under många år även varit hemort för skådespelarna Ingvar Kjellson och Meta Velander.
Även läraren och skolgrundaren Anna Whitlock, som bland annat var en förgrundsgestalt för kvinnlig rösträtt, bodde i Djursholm.
Ortens hembygdsförening Samfundet Djursholms forntid och framtid bildades hösten 1923. Som förebild tjänade Samfundet S:t Erik i Stockholm som grundades 1901.

## Omvärldens syn på Djursholm

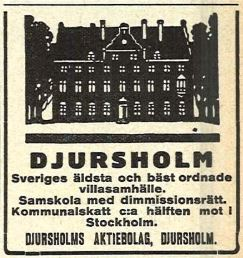
Tidningsannons 1914.

Orten och namnet Djursholm har ofta använts som metafor och exempel på ett överklassamhälle och skillnaderna i livsstil och förutsättningar för olika grupper i samhället. Det har en historisk förklaring. Många av de första invånarna, från 1889 och framåt, var akademiker, högre tjänstemän, konstnärer och författare med etablerade positioner i samhället. Huvuddelen av den övriga befolkningen var anställda i hemmen, till exempel som hembiträden och trädgårdsmästare. Även senare har Djursholm, som fortfarande till stor del präglas av stora tomter och villor, ofta fått stå som exempel på en ort med en välbärgad befolkning.
Dessa för Djursholm speciella egenskaper avspeglas både i samhällsdebatten och i massmedier, med referenser som ”Ett fast jobb är lika sällsynt som en kommunist i Djursholm” (Cheftidningen) och ”Gatubelysning torde ju inte kosta mer i Djursholm än i Kiruna” (tidningen Sunt Förnuft). Exemplet Djursholm som en utpräglad överklassmiljö återkommer ofta även på film, till exempel i Bröllopsfotografen från 2009, Störst av allt från 2019 och Barracuda Queens från 2023. I de två första får Djursholm stå som ett exempel på ett speciellt och klassmässigt inskränkt socialt liv, i kontrast till en person som inte är van vid den miljön.
Skillnaden mellan Djursholm och andra orter illustreras även i journalisten Pontus Herins bok I Djursholm och Tensta kindpussar vi varandra, där de båda Stockholmsförorterna ställs mot varandra.